# Bombardeos sobre Yemen durante la crisis del mar Rojo
Los bombardeos sobre Yemen inició la mañana del 12 de enero de 2024, cuando Estados Unidos y Reino Unido lanzaron una serie de ataques aéreos contra los hutíes en Yemen en respuesta a los ataques de los rebeldes hutíes a embarcaciones del comercio internacional en la zona del mar Rojo desde el 19 de octubre de 2023. El gabinete del Reino Unido se reunió y el primer ministro, el conservador Rishi Sunak, autorizó el lanzamiento de ataques de represalia. Se informó de explosiones en Saná —la capital de Yemen—, Al Hudayda y Dhamar. Un funcionario estadounidense reveló que los ataques habían terminado y que Washington se reservaba el derecho de responder estos ataques. Los objetivos incluían centros logísticos, sistemas de defensa aérea y sitios de almacenamiento de armas de los hutíes.
En los días anteriores, en Estados Unidos miembros del Congreso y del Pentágono exigieron una respuesta contundente y disuasoria a los ataques de los hutíes. El 3 de enero, Estados Unidos y otros doce países, lanzaron un ultimátum final a los hutíes para que pusieran fin a sus actividades que socavan la libertad de navegación. El primer ministro Rishi Sunak afirmó que los ataques se debían al principio de «autodefensa».
El 2 de enero de 2025, el líder de los hutíes, Abdul-Malik al-Houthi, cifró el número de ataques estadounidenses en 931 que habían matado a 106 personas y herido a otras 314, desde el comienzo de sus operaciones militares contra Israel en octubre de 2023.
En marzo de 2025, Estados Unidos lanzó una campaña a gran escala de ataques aéreos y navales contra objetivos hutíes en Yemen. El nombre en clave fue Operación Rough Rider, estos ataques suponen la mayor operación militar estadounidense en Medio Oriente durante el segundo mandato del presidente Donald Trump. Los ataques comenzaron el 15 de marzo y tuvieron como objetivo sistemas de radar, defensas aéreas y sitios de lanzamiento de misiles balísticos y de drones.
Hasta el 15 de abril de 2025, los hutíes habían atacado más de 190 buques mercantes, hundiendo dos, capturando otro y matando al menos a cuatro marineros. Otros ataques contra buques que transitaban por el mar Rojo fueron interceptados por Estados Unidos y sus aliados o no lograron alcanzar sus objetivos, que también incluyeron ataques contra buques militares occidentales.
El 6 de mayo de 2025, el presidente de Estados Unidos, Donald Trump, anunció el fin de los ataques estadounidenses contra los hutíes después de que estos acordaran cesar sus ataques contra los buques estadounidenses, tras un acuerdo negociado entre ambos países con la mediación de Omán. Sin embargo, los hutíes, advirtieron que continuarían sus ataques contra Israel mientras continúe la «agresión contra Gaza y no se retire el bloqueo» contra la Franja de Gaza.

## Antecedentes
El 16 de febrero de 2021, la administración de Biden eliminó al grupo Ansar Allah, la organización política y militar formal del movimiento hutí, de la lista negra de organizaciones terroristas extranjeras (FTO). debido a la preocupación de que dicha designación impidiera la entrega de ayuda humanitaria en medio del empeoramiento de la crisis política y socioeconómica de Yemen, ya que los hutíes controlaban gran parte del territorio más poblado de Yemen. En abril de 2022, las Naciones Unidas negociaron un alto el fuego entre los hutíes y el Consejo de Liderazgo Presidencial (PLC) de Yemen, reconocido internacionalmente, que, a pesar de expirar formalmente en octubre, continúa manteniéndose en diciembre de 2023.
Con el inicio de la guerra en Gaza en octubre de 2023, el Consejo Político Supremo, controlado por los hutíes, declaró su apoyo a Hamás y comenzó a lanzar ataques contra aquellos barcos comerciales que transitaran por el Mar Rojo, especialmente en Bab el-Mandeb, el estrecho que conecta el mar Rojo con el golfo de Adén. Los hutíes inicialmente afirmaron que sus ataque sólo afectaban a barcos comerciales con destino a puertos israelíes o con algún vínculo con Israel. El asesor de seguridad nacional israelí, Tzaji Hanegbi, advirtió que «Israel está dando al mundo algo de tiempo para organizarse a fin de evitar esto, pero si no va a haber un acuerdo global, porque es un problema global, actuaremos para eliminarlo». Para lanzar ataques contra el transporte marítimo del mar Rojo, los hutíes utilizan baterías de misiles costeros, municiones merodeadoras y embarcaciones de ataque rápido armadas con cañones automáticos ligeros, ametralladoras y misiles antitanque.
El 21 de diciembre de 2023, el puerto de Eilat, único puerto de Israel al mar Rojo su único acceso marítimo fácil a Asia sin necesidad de transitar por el Canal de Suez, había experimentado una caída del 85 % en su actividad debido a los ataques de los hutíes.
Antes del ataque de los hutíes al carguero Maersk Hangzhou el 30 de diciembre de 2023, Estados Unidos había derribado un total de 24 misiles y drones hutíes y desplegado buques de guerra para proteger las rutas marítimas del mar Rojo, pero no se había comprometido directamente en combate contra los hutíes.
La gran mayoría de los grandes buques portacontenedores se están desviando alrededor del Cabo de Buena Esperanza. Incluso los buques portacontenedores que ya habían transitado hacia el sur a través de Suez pero aún no habían llegado al estrecho de Bab-el-Mandeb ahora están regresando, pagando otro peaje a través del canal de Suez para llegar al Mediterráneo. El estrecho sigue siendo muy utilizado por graneleros y petroleros que tienen diferentes acuerdos contractuales y, a menudo, provienen de países que apoyan a los palestinos de una u otra forma, por lo que perciben un riesgo mínimo por los continuos ataques hutíes. En la primera semana de enero de 2024, el número medio de cargueros activos cada día en el Mar Rojo incluía 105 graneleros y 58 petroleros, frente a los 115 graneleros y 70 petroleros de la semana anterior. Además, seis de las diez mayores compañías navieras de contenedores evitaron en gran medida el mar Rojo, y relativamente pocos buques portacontenedores transitaron por el estrecho de Bab al-Mandeb a partir del 18 de diciembre de 2023.
A partir de enero de 2024, la mayoría de los seguros marítimos requieren una garantía de no participación israelí para asegurar los buques que transitan por la ruta del mar Rojo, y algunos requieren garantías sin interés de Estados Unidos o el Reino Unido y sin escalas en puertos israelíes en los últimos 12 meses.
El 3 de enero de 2024, Estados Unidos y algunos de sus principales aliados lanzaron un ultimátum a los hutíes para que pusieran fin a sus ataques. En los días previos al ataque, miembros del Congreso de Estados Unidos y del Pentágono exigieron una respuesta fuerte y disuasoria contra los hutíes. Un día antes del ataque inicial, el Consejo de Seguridad de las Naciones Unidas aprobó una resolución condenando las actividades hutíes en el mar Rojo, en la que se abstuvieron Rusia, China, Argelia y Mozambique.

## Ataques

### Ataque del 12 de enero de 2024

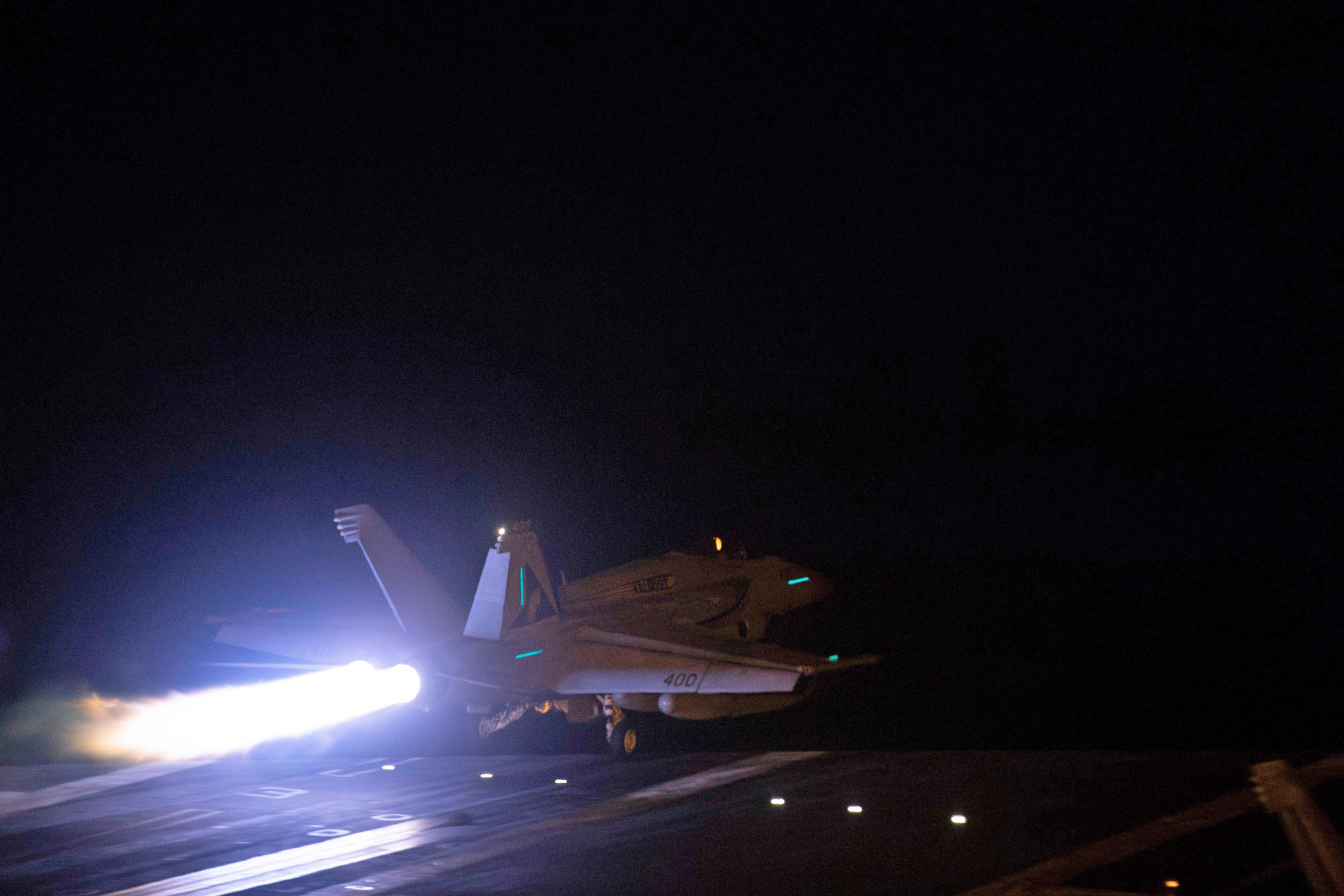
Aviones de combate USN despegando antes de los ataques aéreos

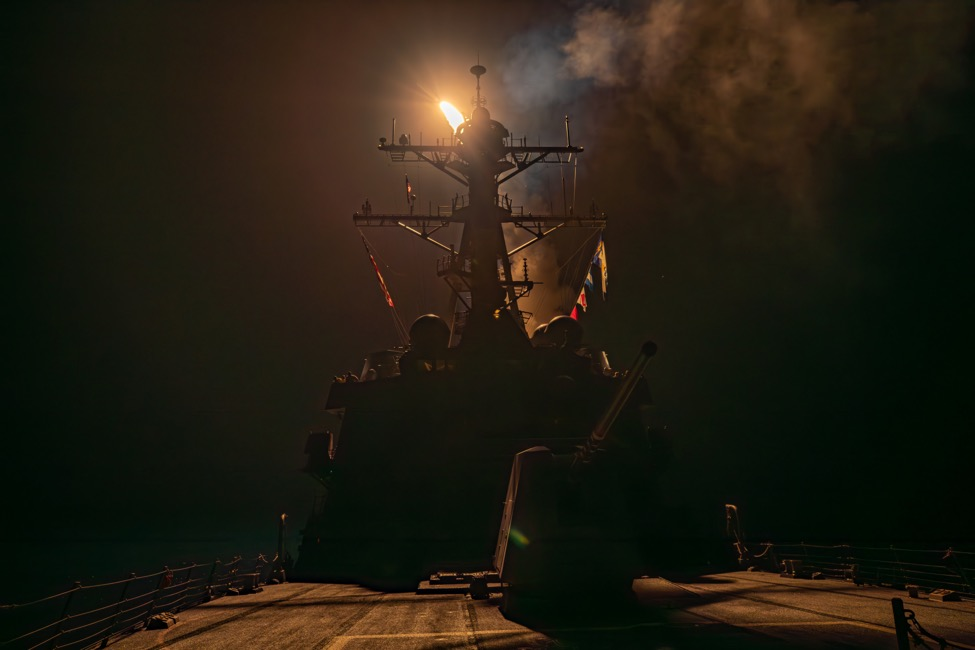
Misiles Tomahawk lanzados desde un destructor estadounidense

Los ataques comenzaron alrededor de las 2:30 a. m. hora de Yemen (23:30 UTC). Se desplegaron aviones de combate estadounidenses que portaban bombas guiadas de precisión desde bases en la región y desde el portaaviones USS Dwight D. Eisenhower. Los barcos de superficie y el submarino USS Florida lanzaron misiles de crucero BGM-109 Tomahawk. La BBC informó que cuatro aviones Eurofighter Typhoon de la Real Fuerza Aérea británica desplegados desde la base aérea RAF Akrotiri, en el sur de Chipre, participaron en el ataque. La Fuerza Aérea de Estados Unidos anunció que las fuerzas estadounidenses y británicas con el apoyo «no operativo» de Australia, Baréin, Canadá y Países Bajos habían utilizado más de cien bombas y misiles para atacar más de sesenta objetivos en dieciséis lugares.
El Ministerio de Defensa del Reino Unido anunció que había atacado dos sitios. El primer sitio, ubicado en Bani, en el noroeste de Yemen, se utilizó para lanzar drones de reconocimiento y ataque. El segundo sitio fue el aeródromo de Abbs, que, según el Ministerio de Defensa, se había utilizado para lanzar misiles de crucero y drones sobre el Mar Rojo.
Se informó de explosiones en Saná, Al Hudayda y Dhamar. Los objetivos incluían centros logísticos, sistemas de defensa aérea y sitios de almacenamiento de armas. Según un canal de noticias dirigido por los hutíes, el aeropuerto Internacional de Hodeida, el aeropuerto Internacional de Taiz, la base aérea de al-Dailami al norte de Saná, un aeropuerto cerca de Hajjah y un campamento al este de Sa'dah fueron atacados. Según el Reino Unido la capacidad de los hutíes para amenazar a la marina mercante se ha degradado.

### Ataques posteriores

#### Enero de 2024
El 13 de enero, a las 3:45 a. m., hora de Yemen (UTC+3), Estados Unidos realizó unilateralmente un ataque adicional contra un sitio de radar, dando lugar a reportes de una explosión en Saná. El Mando Central de los Estados Unidos dijo que la «acción de seguimiento» fue llevada a cabo por el destructor USS Carney utilizando misiles Tomahawk. Según Nasreddin Amer, subsecretario de información de los hutíes, este nuevo ataque nocturno no causó daños ni víctimas.
El 14 de enero, aviones de combate estadounidense interceptaron un misil de crucero antibuque hutí lanzado desde Hodeida en dirección al destructor USS Laboon. El 16 de enero, a las 4:15 a. m. hora local, Estados Unidos llevó a cabo nuevos ataques aéreos contra Yemen, cuyo objetivo eran cuatro misiles antibuques que supuestamente los hutíes estaban preparando para atacar a barcos en la región. El 17 de enero, Estados Unidos llevó a cabo múltiples ataques contra varios objetivos que, según asegura Washington, suponían una amenaza inminente para embarcaciones en el mar Rojo.
El 18 de enero, a las 15:40 hora local, Estados Unidos llevó a cabo nuevos ataques «preventivos» contra tres misiles antibuque hutíes que se estaban preparando para atacar el transporte marítimo comercial en la región. El presidente de Estados Unidos, Joe Biden reconoció que los ataques no habían impedido que los hutíes siguieran atacando el transporte marítimo, pero dijo que continuarían los esfuerzos para detenerlos.
El 19 de enero, a las 18.45 hora local, un avión F/A-18 de la Marina de los Estados Unidos. que despegaba del USS Dwight D. Eisenhower disparó contra varios misiles antibuque hutíes en Yemen que se estaban preparando para su lanzamiento. El canal de televisión yemení, Al-Masirah, informó de ataques aéreos en el barrio de al-Jabaana en Hodeida. El 20 de enero, a las 4:00 a. m. hora local, fuerzas estadounidense llevaron a cabo ataques aéreos contra un misil antibuque que se estaba preparado para atacar barcos en el Golfo de Adén.
Según fuentes yemeníes citadas por Sky News Arabia, hasta el 21 de enero, al menos 75 combatientes hutíes, incluidos seis miembros del Hezbolá libanés, tres Guardias Revolucionarios iraníes y dos militantes iraquíes respaldados por Irán, habían muerto en la campaña de bombardeos en curso.
El 22 de enero, aproximadamente a las 23:59h, hora local, Estados Unidos y el Reino Unido, con el apoyo de Australia, Baréin, Canadá y los Países Bajos, llevaron a cabo nuevos ataques aéreos y con misiles contra ocho objetivos hutíes en todo Yemen, uno de sus objetivos principales fue la destrucción de uno de los almacenes subterráneos donde los hutíes guardan algunos de sus misiles, entre los puntos atacados también se encuentran radares y sitios de drones y misiles.

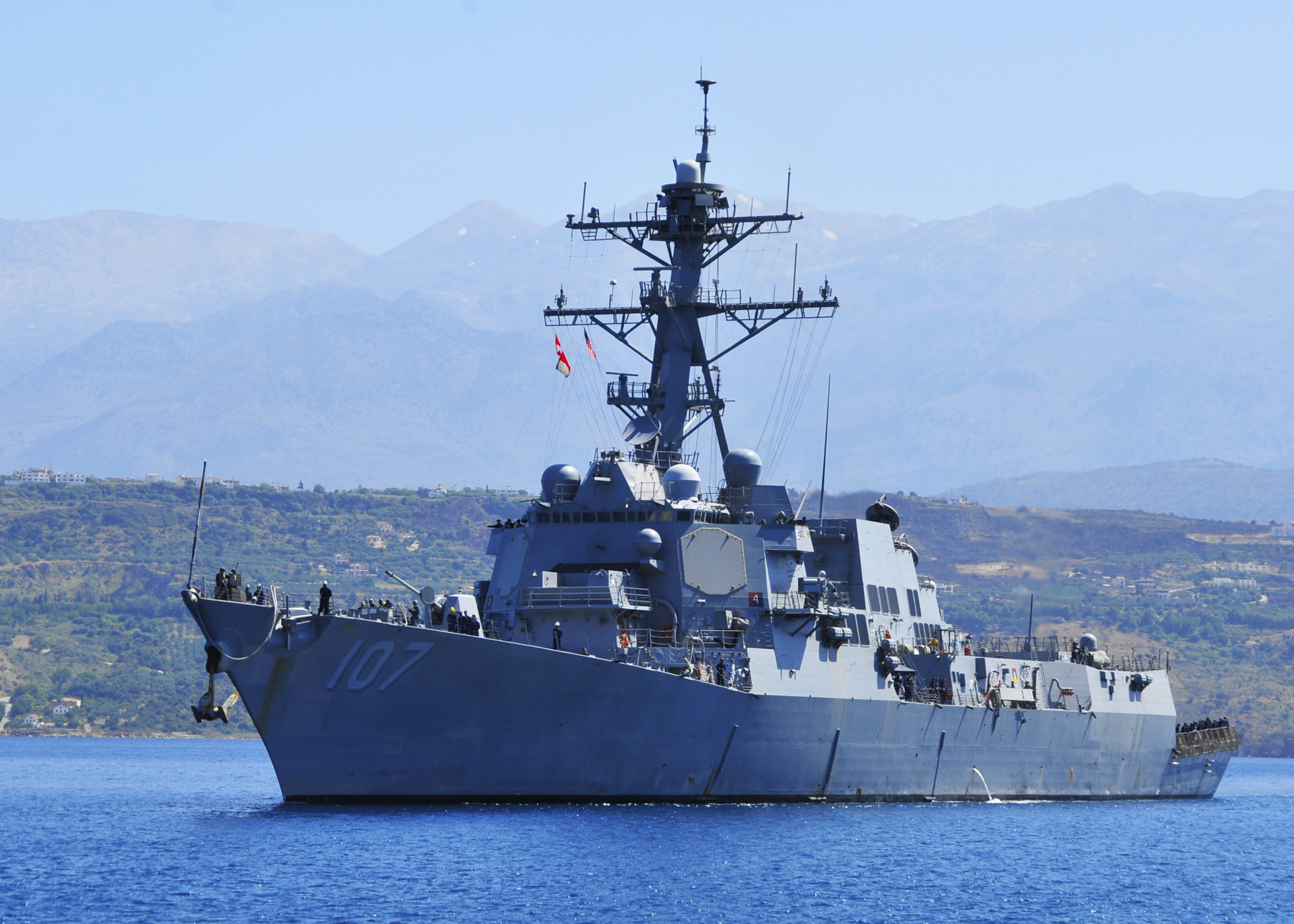
El destructor estadounidense USS Gravely

El 24 de enero, aproximadamente a las 14:00h, hora local, un misil lanzado por los hutíes explotó en el mar a unos 100 metros del lado de estribor del buque portacontenedores Maersk Detroit, de propiedad y con bandera estadounidense. Este barco y el Maersk Chesapeake, ambos incluidos en el Programa de Seguridad Marítima de la Administración Marítima de los Estados Unidos y en el Acuerdo de Transporte Marítimo Intermodal Voluntario, transportaban cargamento del Departamento de Defensa, el Departamento de Estado, la USAID y otras agencias gubernamentales estadounidenses desde Omán, y estaban acompañados por varios buques de guerra de los Estados Unidos mientras se encontraban cerca del estrecho de Bab el-Mandeb en tránsito hacia el norte. Otros dos misiles fueron derribados por el USS Gravely. Tras el incidente, el Maersk suspendió los viajes con bandera estadounidense en el mar Rojo y los dos barcos se vieron obligados a regresar al Golfo de Adén, sin completar su misión.
El 27 de enero, aproximadamente a las 3:45 hora local, Estados Unidos llevó a cabo un ataque contra un misil antibuque hutí dirigido al mar Rojo, que estaba preparado para lanzar. El 31 de enero, aproximadamente a las 15:30h, hora local, Estados Unidos llevó a cabo un nuevo ataque contra un misil tierra-aire hutí que según dijeron «representaba una amenaza inminente» para los aviones estadounidenses.

#### Febrero de 2024
El 1 de febrero, aproximadamente a la 1:30h (hora local), el Ejército de los Estados Unidos llevó a cabo un nuevo ataque «de autodefensa» contra una «estación de control terrestre» de drones situada en territorio controlado por los rebeldes hutíes. Por su parte un portavoz del Ministerio del Interior de los hutíes denunció una «agresión británico-estadounidense» que tenía «como objetivo la zona de Al Jabana, en la ciudad de Hodeida, en el oeste del país». El vicepresidente de la Autoridad de Medios de Comunicación de los hutíes, Naser al Din Amer, aseguró que Washington y Londres «pagarán» por sus ataques.
El 3 de febrero, aproximadamente a las 7:20 p. m. hora local, Estados Unidos atacó seis misiles de crucero antibuque identificados como una «amenaza inminente» mientras se preparaban para lanzarlos contra buques en el mar Rojo. Ese mismo día, aproximadamente a las 11:30 p. m. hora local, Estados Unidos y el Reino Unido llevaron a cabo una nueva serie de ataques aéreos contra treinta y seis objetivos hutíes situados en trece lugares distintos. Los objetivos atacados incluían varias instalaciones de almacenamiento subterráneo, centros de comando y control, sistemas de misiles, sitios operativos y de almacenamiento de vehículos aéreos no tripulados, radares y helicópteros. Los sitios fueron atacados con aviones de combate estadounidenses F/A-18 desde el portaaviones USS Dwight D Eisenhower y los destructores USS Gravely y USS Carney dispararon misiles Tomahawk desde el mar Rojo.
Según fuentes yemeníes, más de cuarenta combatientes hutíes murieron en los ataques aéreos realizados el 3 de febrero. Según confirmó el portavoz militar hutí, Yahya Sarea, Estados Unidos y sus aliados habrían atacado cuarenta y ocho objetivos en seis provincias del país, trece de ellos en Saná, once en Taiz, nueve en Hodeida, donde se encuentra el principal puerto del país, siete en Al Baida, siete en Haya y uno en Sada. Según dijo Saree los ataques «no disuadirán» a la insurgencia de su «postura moral, religiosa y humanitaria en apoyo del firme pueblo palestino en la Franja de Gaza, y no quedarán sin respuesta y castigo».
El 4 de febrero, aproximadamente a las 4:00 a. m. hora local, Estados Unidos destruyó un misil de crucero antibuque que según dijeron era una «amenaza inminente». Se produjeron ataques adicionales a las 5:30 a. m. y a las 10:30 hora local, dirigidos a cinco misiles de crucero de ataque terrestre que supuestamente se estaban preparando para su lanzamiento contra buques mercantes y de la Marina de los Estados Unidos.
El 7 de febrero a las 21:00h, hora local, Estados Unidos llevó a cabo nuevos ataques contra dos misiles de crucero antibuque móviles hutíes. Un segundo ataque contra un misil de crucero terrestre móvil hutí se produjo a las 23:30 horas. Misil que según Estados Unidos se «preparaba para atacar barcos en el mar Rojo». Los medios de comunicación hutíes informaron que habían sido atacados varios puntos de la gobernación de Al Hudaydah y que diecisiete combatientes hutíes habían muerto en los últimos ataques estadounidenses y británicos.
El 8 de febrero Estados Unidos llevó a cabo siete ataques contra vehículos de superficie no tripulados y misiles de crucero antibuque que se estaban preparados para lanzarse contra barcos en el Mar Rojo. Al día siguiente, 9 de febrero, El Mando Central de los Estados Unidos informó que habían llevado a cabo una serie de ataques aéreos, desde las 03:00 a las 21:40 horas, hora local, en «zonas controladas por la insurgencia hutí de Yemen» contra dos vehículos de superficie no tripulados, cuatro plataformas de misiles de crucero antibuque y una plataforma de misiles de crucero de ataque a tierra que según dijeron «representaban una amenaza» para la navegación. La cadena de noticias yemení Al Mayadin, confirmó al día siguiente que se habían producido al menos tres ataques en una terminal del oleoducto Marib-Ras Isa, en la ciudad portuaria de Hodeida.
El 10 de febrero, aproximadamente a las 4-5 p. m. hora local, Estados Unidos llevó a cabo cinco nuevos ataques contra vehículos de superficie no tripulados y misiles de crucero móviles antibuque al norte de Al Hudayda. El 13 de febrero, llevaron a cabo un nuevo ataque aéreo contra un misil de crucero antibuque. Al día siguiente, Estados Unidos llevó a cabo cuatro ataques contra siete misiles de crucero antibuque, tres vehículos aéreos no tripulados y un vehículo de superficie no tripulado. El 15 de febrero, realizaron dos ataques contra misiles de crucero antibuque. y al día siguiente, realizó dos nuevos ataques contra misiles de crucero antibuque utilizando buques de superficie no tripulados.
El sábado 17 de febrero el Mando Central de Estados Unidos (CENTCOM) confirmó que habían ejecutado cinco ataques en zonas de Yemen controladas por rebeldes hutíes contra tres misiles de crucero antibuque móviles, un vehículo de superficie no tripulado y un vehículo submarino no tripulado (UUV). Según el CENTCOM «este es el primer empleo observado por parte de los hutíes de un UUV desde que comenzaron los ataques el 23 de octubre».

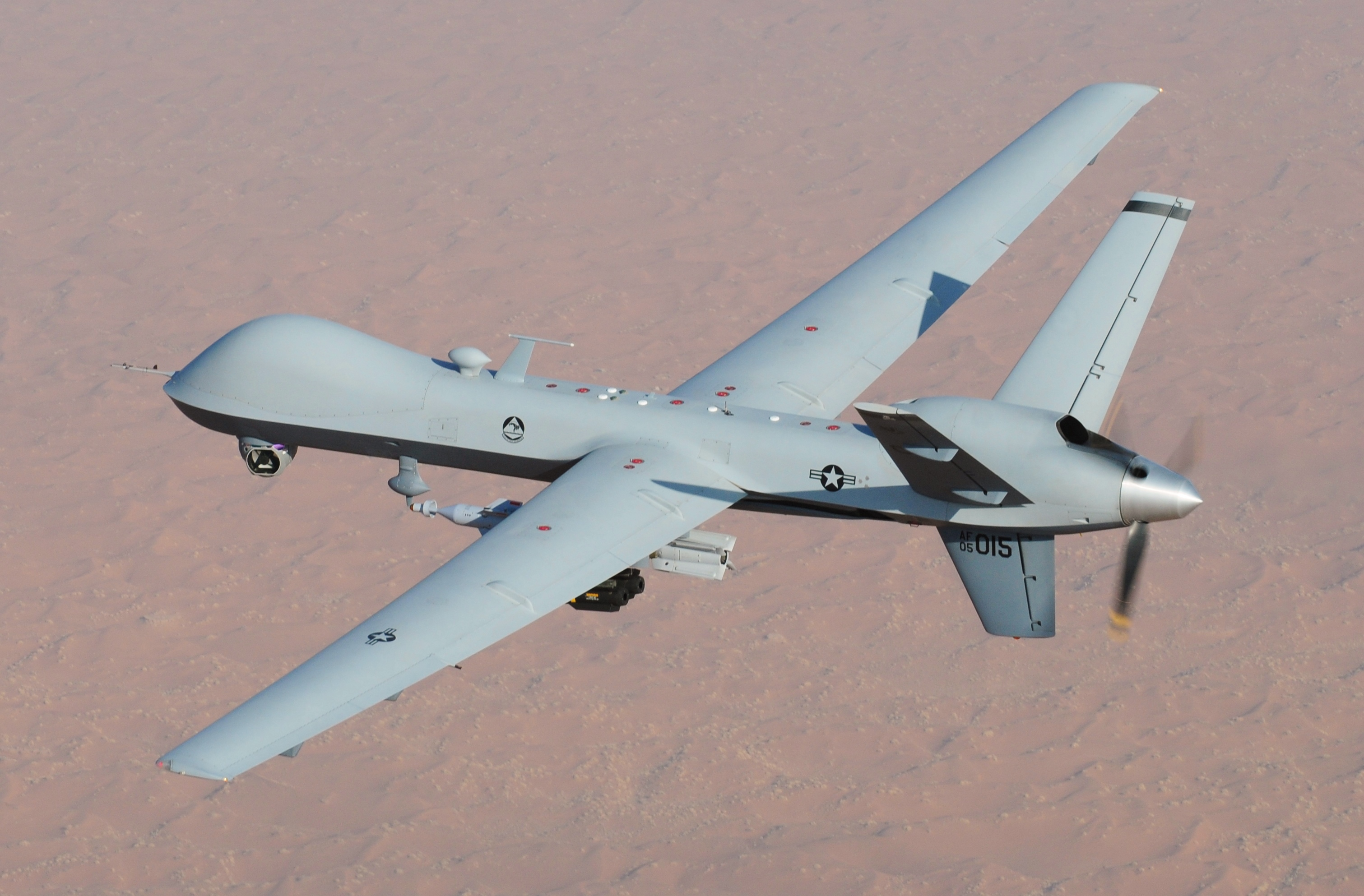
Un MQ-9 Reaper de la USAF similar al derribado por los hutíes

El 19 de febrero, el carguero británico Rubymar sufrió «daños catastróficos y se detuvo por completo» después de ser objetivo de ataque de los hutíes. Según el portavoz del movimiento yemení «como resultado de los grandes daños que sufrió el barco, ahora corre el riesgo de hundirse en el golfo de Adén. Durante la operación, nos aseguramos de que la tripulación del barco saliera sana y salva». El United Kingdom Maritime Trade Operations (UKMTO) confirmó el ataque y dijeron que tuvo lugar a unas 35 millas náuticas (65 kilómetros) al sur de al-Makha (Mocha) en Yemen. El gobierno británico dijo que el Rubymar estaba haciendo agua, que había sido abandonado y que la tripulación había sido llevada a un lugar seguro. Sarea añadió que las defensas aéreas, en la gobernación de Al Hudayda habían derribado un dron estadounidense MQ-9 Reaper «mientras llevaba a cabo misiones hostiles contra nuestro país en nombre de [Israel]».
El 21 de febrero Estados Unidos llevó a cabo cuatro ataques contra misiles balísticos y de crucero antibuque hutíes. Al día siguiente realizaron seis nuevos ataques contra vehículos aéreos no tripulados y misiles de crucero antibuque, y un día después atacaron siete misiles de crucero antibuque.
El 24 de febrero, Estados Unidos y el Reino Unido bombardearon varias posiciones de los rebeldes hutíes en Yemen, en lo que supone la cuarta operación conjunta de las dos naciones. Durante la operación atacaron dieciocho objetivos situados en ocho ubicaciones distintas en Yemen, entre los objetivos atacados se encuentran instalaciones de almacenamiento de misiles, sistemas aéreos no tripulados de ataque unidireccional, sistemas de defensa aérea, radares y un helicóptero. Este nuevo ataque conjunto se produce después de que los hutíes hayan llevado a cabo diversos ataques, incluyendo el lanzamiento de misiles contra un carguero británico y un destructor estadounidense en el mar Rojo, así como contra la ciudad costera israelí de Eilat. Un día después, la agencia de noticias oficial de los hutíes informó que un civil murió y otros ocho resultaron heridos en los ataques angloestadounidenses.
Al día siguiente, 26 de febrero, entre las 4:45 p. m. y las 11:45 p. m. hora local, Los ataques estadounidenses destruyeron tres vehículos aéreos no tripulados y dos misiles de crucero antibuque.  El 29 de febrero, Estados Unidos llevó a cabo dos nuevos ataques contra seis misiles de crucero antibuque hutíes.

#### Marzo de 2024

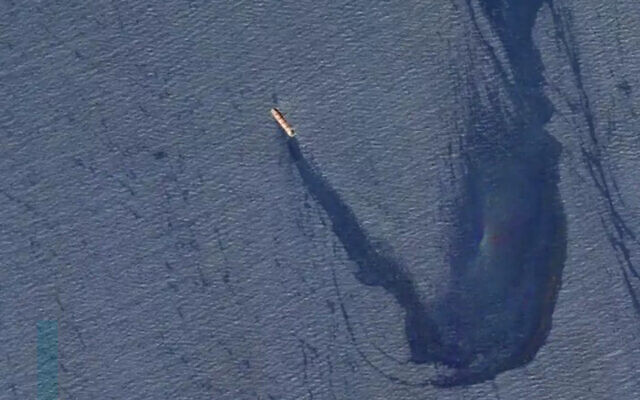
Vista del buque británico MV Rubymar dejando una estela de combustible después de ser alcanzado por un ataque aéreo de los huties

Al día siguiente atacaron un misil tierra-aire hutí que consideraron una amenaza para los aviones estadounidenses en la región. El sábado 2 de marzo, el buque británico Rubymar se hundió después de hacer agua durante varios días. Se trata del primer barco completamente destruido por los rebeldes hutíes desde que comenzaron su campaña de ataques contra la navegación en el mar Rojo. Según denunció el Mando Central de los Estados Unidos (CENTCOM) el hundimiento del Rubymar representa un «riesgo medioambiental» debido a las aproximadamente 21 000 toneladas de fertilizante de sulfato de fosfato de amonio que transportaba el barco.
El 4 de marzo, Estados Unidos atacó dos misiles de crucero antibuque hutíes. El 6 de marzo atacaron dos vehículos aéreos no tripulados en un área de Yemen controlada por los hutíes. Al día siguiente destruyeron cuatro misiles de crucero antibuque móviles y un vehículo aéreo no tripulado. El viernes 8 de marzo, las Fuerzas Armadas de Estados Unidos realizaron un ataque de «autodefensa» contra dos misiles antibuque montados en camiones. El CENTCOM también informó que los hutíes dispararon, alrededor de las 15:55 horas (hora local), «dos misiles balísticos antibuque desde Yemen hacia el golfo de Adén contra el MV Propel Fortune, un buque operado y con bandera de Singapur».
El 11 de marzo las fuerzas estadounidenses realizaron seis nuevos ataques que destruyeron un vehículo submarino no tripulado y dieciocho misiles antibuque en zonas controladas por los hutíes en Yemen. El viernes 15 de marzo, el Ejército de Estados Unidos informó que habían destruido nueve misiles antibuque y dos vehículos aéreos no tripulados (UAV). También indicaron que entre las 6:50h del jueves y las 00:40h del viernes, los hutíes habían lanzado cuatro misiles balísticos antibuque, dos de ellos hacia el golfo de Adén y los otros dos hacia el mar Rojo. Por su parte un portavoz de los rebeldes hutíes indicó que «la agresión estadounidense-británica» ha realizado tres ataques aéreos en la ciudad de Hajjah, en el noroeste de Yemen.
El sábado 16 de marzo, entre las 21:00h y las 22:30h, las tropas estadounidenses destruyeron cinco buques de superficie no tripulados y un UAV en zonas de Yemen «en defensa propia». También aseguraron que los hutíes habían lanzado dos vehículos aéreos no tripulados (UAV) hacia el mar Rojo. Los buques estadounidense derribaron uno de los drones mientras que el otro se estrelló en el mar sin causar daños. El 18 de marzo, entre las 13:00h y las 19:40h (hora local), Estados Unidos atacaron «en defensa propia» siete misiles antibuque, tres vehículos aéreos no tripulados (UAV) y tres contenedores de almacenamiento de armas.
El viernes 22 de marzo, aviones de combate estadounidenses con base en el portaaviones USS Dwight D. Eisenhower atacaron tres instalaciones de almacenamiento subterráneo y cuatro vehículos aéreos no tripulados en zonas de Yemen controladas por los hutíes, incluida la capital Saná.

#### Abril de 2024
El 1 de abril, Estados Unidos destruyó dos drones de los rebeldes hutíes, uno de los drones estaba sobre el mar Rojo, mientras que el otro estaba «en tierra, preparado para su lanzamiento». El 3 de abril el Ejército de Estados Unidos anunció que había destruido un misil balístico y dos drones lanzados por los hutíes contra el destructor estadounidense USS Gravely. También informaron que habían destruido un sistema móvil de misiles tierra-aire que se «encontraba en territorio controlado por los hutíes». El 6 de abril, Estados Unidos atacó un sistema móvil de misiles tierra-aire.  Dos días después, el 8 de abril, atacaron un sistema de defensa aérea y una estación de control terrestre en zonas controladas por los hutíes y el 10 de abril Estados Unidos atacó ocho vehículos aéreos no tripulados.
El 14 de abril Estados Unidos realizó ataques contra cuatro vehículos aéreos no tripulados (VANT), el 16 de abril atacó otros dos VANT y el 25 de abril atacaron un vehículo de superficie no tripulado (USV) y un vehículo aéreo no tripulado.
El 27 de abril, el portavoz de los hutíes, Yahya Sarea, comunicó en la red social X (antigua Twitter) que las fuerzas navales de Yemen, atacaron al petrolero británico Andrómeda Star en el mar Rojo con algunos misiles antibuque, impactando en la embarcación. El ataque fue confirmado por la Agencia de Seguridad de las Operaciones de Comercio Marítimo del Reino Unido (UKMTO) que señaló que los buques MV Maisha y MV Andrómeda Star fueron atacados por los hutíes en el mar Rojo, al suroeste del puerto yemení de Moca. El MV Andrómeda Star, resultó ligeramente dañado por dos misiles, pero prosiguió su viaje. El portavoz también afirmó que la defensa antiaérea derribó un dron estadounidense MQ-9 Reaper en el noroeste de Yemen (el segundo desde que empezaron los ataques estadounidenses el 12 de enero y el tercero desde el 7 de octubre).
El 28 de abril, el CENTCOM interceptó cinco vehículos aéreos no tripulados sobre el mar Rojo lanzados desde territorio yemení controlado por los hutíes. El 30 de abril los hutíes atacaron con vehículos aéreos no tripulados (VANT) el buque portacontenedores MSC Orion en el océano Índico. El barco es propiedad de Zodiac Maritime, del multimillonario israelí Eyal Ofer. Ese mismo día las fuerzas estadounidense destruyeron un vehículo de superficie no tripulado.

#### Mayo de 2024
El 2 de mayo Abdul-Malik al-Houthi, líder de los rebeldes hutíes, cifró el número de ataques estadounidenses contra objetivos en Yemen en 452 que habían matado a 40 personas y herido a otras 35. También afirmó que sus fuerzas habían lanzado 606 misiles balísticos y drones contra 107 barcos israelíes, estadounidenses y británicos en el mar Rojo, el estrecho de Bab el-Mandeb, el golfo de Adén y en el Océano Índico desde noviembre. Así mismo afirmó que «Nos estamos preparando para una cuarta fase de escalada si el enemigo israelí y los estadounidenses continúan con su intransigencia». Ese mismo día Estados Unidos atacó tres sistemas aéreos no tripulados (UAS) en Yemen.
El 13 de mayo, el Mando Central de Estados Unidos realizaron un ataque contra un sistema aéreo no tripulado (UAS) y el 15 de mayo atacaron cuatro (UAS) en zonas de Yemen bajo control de los hutíes.
El 21 de mayo «las fuerzas de defensa aérea de las Fuerzas Armadas yemeníes derribaron un aparato no tripulado estadounidense MQ-9 Reaper que participaba en misiones hostiles en el espacio aéreo de la provincia de Al Bayda». Con lo que ya son cinco los aparatos de este tipo perdidos por Estados Unidos desde «el inicio de la Batalla para la Conquista Prometida y la Yihad Sagrada». Apenas una semana después, el 30 de mayo, los hutíes derribaron un sexto MQ-9 Reaper «mientras estaba llevando a cabo misiones hostiles sobre el espacio aéreo de la gobernación de Marib». También aseguraron que las imágenes del derribo «serán publicadas dentro de poco».

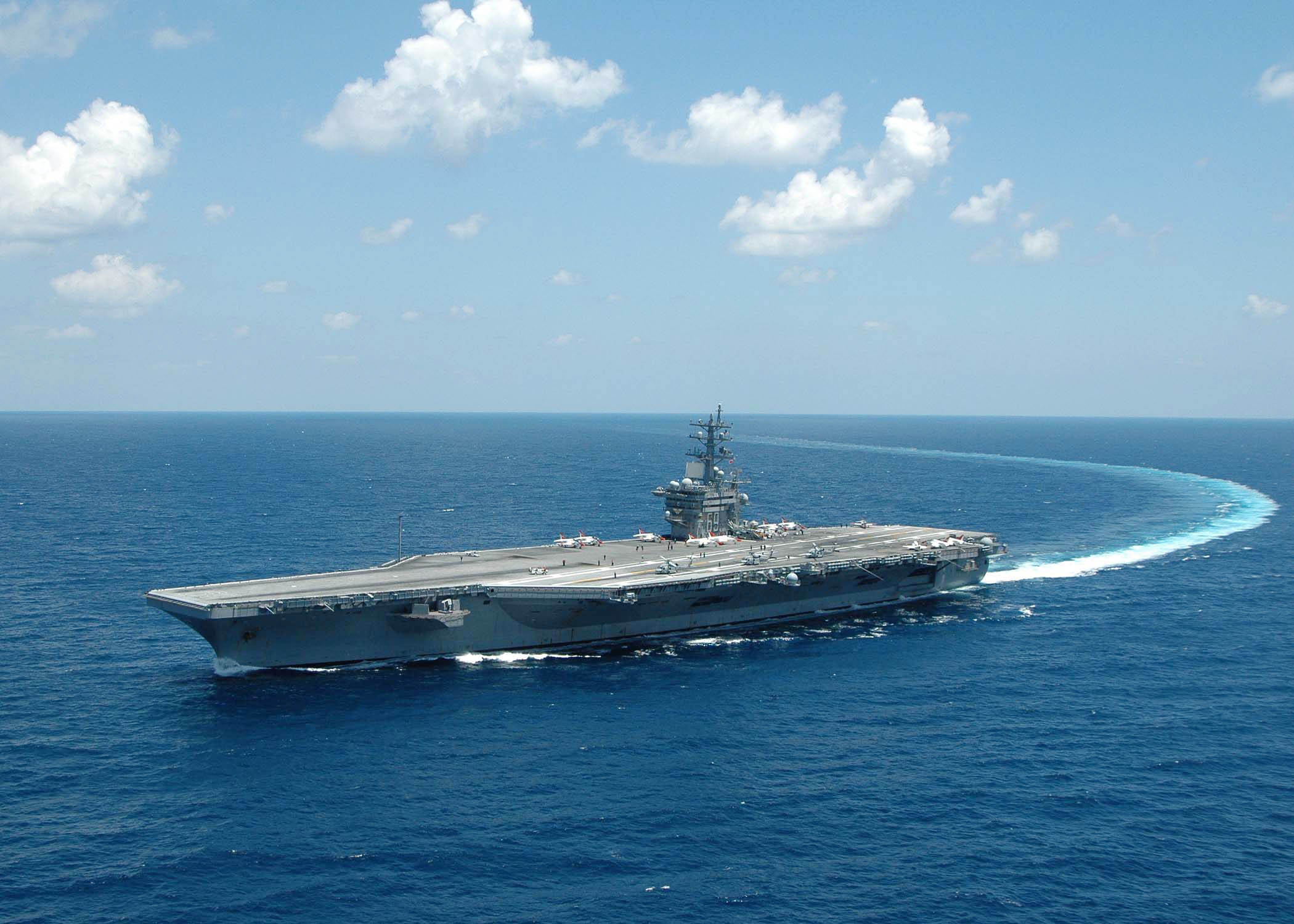
El portaaviones estadounidense USS Dwight D. Eisenhower desde donde se lanzaron los bombardeos contra Yemen

La madrugada del 30 de mayo, Las Fuerzas Armadas de Estados Unidos y del Reino Unido llevaron a cabo una serie de ataques aéreos contra trece objetivos situados en la capital yemení, Saná, y las provincias de Hodeida y Taiz, incluidos objetivos civiles como un edificio de una emisora de radio y un edificio de la guardia costera. Aviones estadounidenses del portaaviones USS Dwight D. Eisenhower y otros buques de guerra estadounidenses en la zona llevaron a cabo ataques aéreos contra instalaciones subterráneas, lanzadores de misiles y sitios de mando y control, un barco hutí y otros objetivos en Yemen. Aviones Eurofighter Typhoon de la Royal Air Force también llevaron a cabo ataques en Hodeida y contra armas e infraestructuras hutíes. En Hodeida —donde se han registrado todas las víctimas—, los hutíes dijeron que fueron atacados viviendas civiles y la sede de Radio Hodeida. El portavoz militar de los hutíes, Yahya Sarea, afirmó que en los ataques murieron dieciséis personas (incluidos civiles) y otras treinta y cinco resultaron heridas, la cifra de muertos más alta registrada en toda la campaña de bombardeos de Estados Unidos y Reino Unido. Además, Estados Unidos llevó a cabo ataques contra ocho vehículos aéreos no tripulados en Yemen.
Al día siguiente, 31 de mayo, en respuesta a los bombardeos de la aviación estadounidense y británica, los hutíes llevaron a cabo un ataque contra el portaaviones Eisenhower en el mar Rojo con un «gran número de misiles balísticos, misiles de crucero y drones» que según indicó Sarea «ha sido alcanzado de forma directa». Aunque el ejército estadounidense no se ha pronunciado al respecto.

#### Junio de 2024
En la madrugada del 1 de junio los hutíes efectuaron seis ataques contra sendos buques que navegaban en el mar Rojo. Los buques atacados fueron: el portaaviones estadounidense Eisenhower —que ya fue atacado en viernes 31 de mayo— y se llevó a cabo «con varios misiles y aviones no tripulados», un destructor estadounidense, que los rebeldes atacaron con «varios aviones no tripulados», mientras que los otros cuatro buques atacados «violaron la prohibición de entrar en los puertos de la Palestina ocupada».  Según el portavoz hutí, Yahya Sarea, las operaciones lograron sus objetivos «con éxito» y los impactos fueron «precisos y directos».
El viernes 7 de junio la cadena de televisión Al-Masirah, dirigida por el movimiento hutí, informó sobre cuatro ataques aéreos conjuntos de Estados Unidos y el Reino Unido contra el Aeropuerto Internacional de Hodeida y el puerto de Salif y dos ataques adicionales contra la gobernación de Al-Thawra. Estados Unidos dijo más tarde que destruyó una patrullera hutí en el mar Rojo y cuatro vehículos aéreos no tripulados y dos misiles en Yemen.
El 14 de junio, Estados Unidos aseguró que habían destruido «con éxito» un sistema aéreo no tripulado (UAS), dos buques de superficie no tripulados (USV) y siete radares de los rebeldes hutíes de Yemen que según afirmaron permitían a los hutíes «apuntar a buques marítimos, poniendo en peligro el transporte marítimo comercial».  Al día siguiente, el Mando Central de los Estados Unidos declaró que había destruido siete sistemas de radar de los hutíes en Yemen que permitían al grupo localizar y apuntar a buques mercantes. También afirmaron que habían destruido simultáneamente un vehículo aéreo no tripulado (UAV) y dos vehículos de superficie no tripulado (USV) en el mar Rojo.
El 17 de junio, Estados Unidos y el Reino Unido llevaron a cabo al menos seis ataques aéreos contra el aeropuerto internacional de Hodeida y cuatro en la isla de Kamaran. El 19 de junio, Estados Unidos y el Reino Unido llevaron a cabo tres ataques aéreos contra varios objetivos ubicados en la zona de Al-Taif en el distrito de Ad Durayhimi en la gobernación de Al Hudaydah y cuatro ataques aéreos contra el complejo gubernamental en el distrito de Al Jabin de la gobernación de Raymah. Al día siguiente, el 20 de junio, tropas estadounidenses destruyeron una estación de control y un centro de mando de los rebeldes hutíes y dos buques de superficie no tripulados lanzadas por los rebeldes en el mar Rojo.
El 28 de junio, el CENTCOM declaró que los ataques estadounidenses habían destruido siete drones y una estación de control terrestre de vehículos aéreos no tripulados en Yemen durante el último día.

#### Julio de 2024
El jueves 4 de julio, las fuerzas estadounidense destruyeron «con éxito» dos vehículos de superficie no tripulados en el mar Rojo y un radar en territorio controlado por los rebeldes hutíes de Yemen. Por su parte la agencia de noticias yemení Saba dijo que la coalición angloestadounidense habían lanzado una serie de ataques contra objetivos de los hutíes en la gobernación de Hajjah.
El 11 de julio, la coalición angloestadounidense lanzó, cinco ataques contra objetivos en el área de Ras Issa ubicada al noroeste de Al Hudaydah. Mientras tanto, el Mando Central de Estados Unidos declaró que destruyó cinco vehículos aéreos no tripulados hutíes y dos vehículos aéreos no tripulados en el mar Rojo, y otro vehículo aéreo no tripulado.Al día siguiente el CENTCOM afirmó que había destruido tres vehículos aéreos no tripulados en territorio controlado por los hutíes mientras tanto, los medios yemeníes informaron que Estados Unidos y el Reino Unido habían llevado a cabo tres ataques aéreos contra el aeropuerto internacional de Hodeida.
El 14 de julio, Estados Unidos y el Reino Unido llevaron a cabo un ataque aéreo en el distrito Midi de la gobernación de Hajjah, dos ataques aéreos contra el aeropuerto internacional de Hodeida y también atacaron el área de al-Buhaisi en la gobernación de Al Hudayda. El Mando Central de los Estados Unidos afirmó que había destruido dos vehículos aéreos no tripulados hutíes y un USV en el Mar Rojo, además de destruir otro vehículo aéreo no tripulado en territorio controlado por el grupo.
El 19 de julio el ataque de un dron lanzado por los rebeldes hutíes de Yemen contra la ciudad israelí de Tel Aviv causó la muerte, según las autoridades israelíes, de una persona y heridas a otras siete. El dron no llegó a activar ninguna alerta aérea. El portavoz de los hutíes, Yahya Sarea, afirmó en su canal de Telegram que habían ejecutado una «operación de calidad» contra Tel Aviv. Un día después aviones israelíes F-15 bombardearon el puerto yemení de Hodeida. Los aviones israelíes bombardearon depósitos de petróleo, así como la central eléctrica y en los ataque hubo muertos y heridos, aunque sin precisar cifras. De acuerdo con un portavoz de los hutíes «una brutal agresión israelí contra Yemen tuvo como blanco instalaciones civiles, depósitos de petróleo y la central eléctrica en Hodeida».  El sábado 20 de julio el portavoz de los hutíes afirmó que responderán al bombardeo israelí, con ataques contra «objetivos vitales» de Israel. Además denunció que todos los objetivos atacados: la central eléctrica que suministra corriente a toda la ciudad, el puerto y varios depósitos de combustible son «objetivos civiles», mientras que Israel los considera de «doble uso».
El domingo 21 de julio, el Ministerio de Sanidad de Yemen confirmó que al menos tres personas habían muerto y otras 87 resultado heridas —la mayoría con quemaduras graves— como consecuencia del bombardeado israelí. Además, denunció la «cooperación» y la «complicidad» de Estados Unidos y «algunos países árabes que traicionaron la causa palestina».
El 26 de julio, Estados Unidos y el Reino Unido llevaron a cabo cuatro ataques aéreos contra la isla Kamaran, situada en la gobernación de Al Hudayda al oeste de Yemen. Al día siguiente, el canal de televisión yemení Al-Masirah TV  reportó que Estados Unidos y el Reino Unido llevaron a cabo cuatro ataques aéreos contra el Aeropuerto Internacional de Hodeida, sin aportar más detalles.

#### Agosto de 2024
El 3 de agosto, El Mando Central de los Estados Unidos anunció que habían destruido un misil y un lanzador hutíes. Al día siguiente, los hutíes derribaron un dron MQ-9 Reaper sobre la gobernación de Sa'dah, «cuando estaba realizando acciones hostiles». Según afirmó el portavoz es el séptimo dron de este tipo derribado por los hutíes desde el inicio de la «yihad santa». El 10 de agosto el Mando Central de los Estados Unidos (CENTCOM) informó de la destrucción de un lanzamisiles y un buque de superficie no tripulado de los rebeldes hutíes yemeníes en zonas del país bajo su control, así como de dos drones del mismo grupo sobre el mar Rojo.

#### Septiembre de 2024
El sábado 7 de septiembre, los hutíes derribaron un dron MQ-9 Reaper «cuando realizaba actividades hostiles en el espacio aéreo de la gobernación de Marib». Según Sarea se trata del octavo dron de este tipo derribado por los rebeldes yemeníes desde el inicio de la «Batalla de la Victoria Prometida y la Santa Yihad en apoyo a Gaza». El lunes 9 de septiembre el Mando Central de los Estados Unidos destruyó tres drones y dos sistemas de misiles de los hutíes, que según dijeron «suponían una amenaza clara e inminente» a la navegación. Mientras que la televisión yemení Al Masirah, denunció que ese mismo día Estados Unidos había bombardeado una escuela femenina en la localidad de Taziá, matando a dos estudiantes e hiriendo a otras cinco. Al día siguiente, los hutíes derribaron un nuevo dron estadounidense MQ-9 Reaper en la gobernación de Saada cuando llevaba a cabo «actos hostiles» en el espacio aéreo de Yemen.
El lunes 16 de septiembre los hutíes derribaron un nuevo dron estadounidense MQ-9 Reaper cuando llevaba a cabo «acciones hostiles» en la gobernación de Dhamar (al oeste del país) se trata del tercero en una semana y el décimo de este tipo que es derribado por las defensas antiaéreas yemeníes. El 18 de septiembre, el Ejército estadounidense confirmó que los hutíes habían destruido drones estadounidenses MQ-9 Reaper los días 10 y 16 de septiembre.

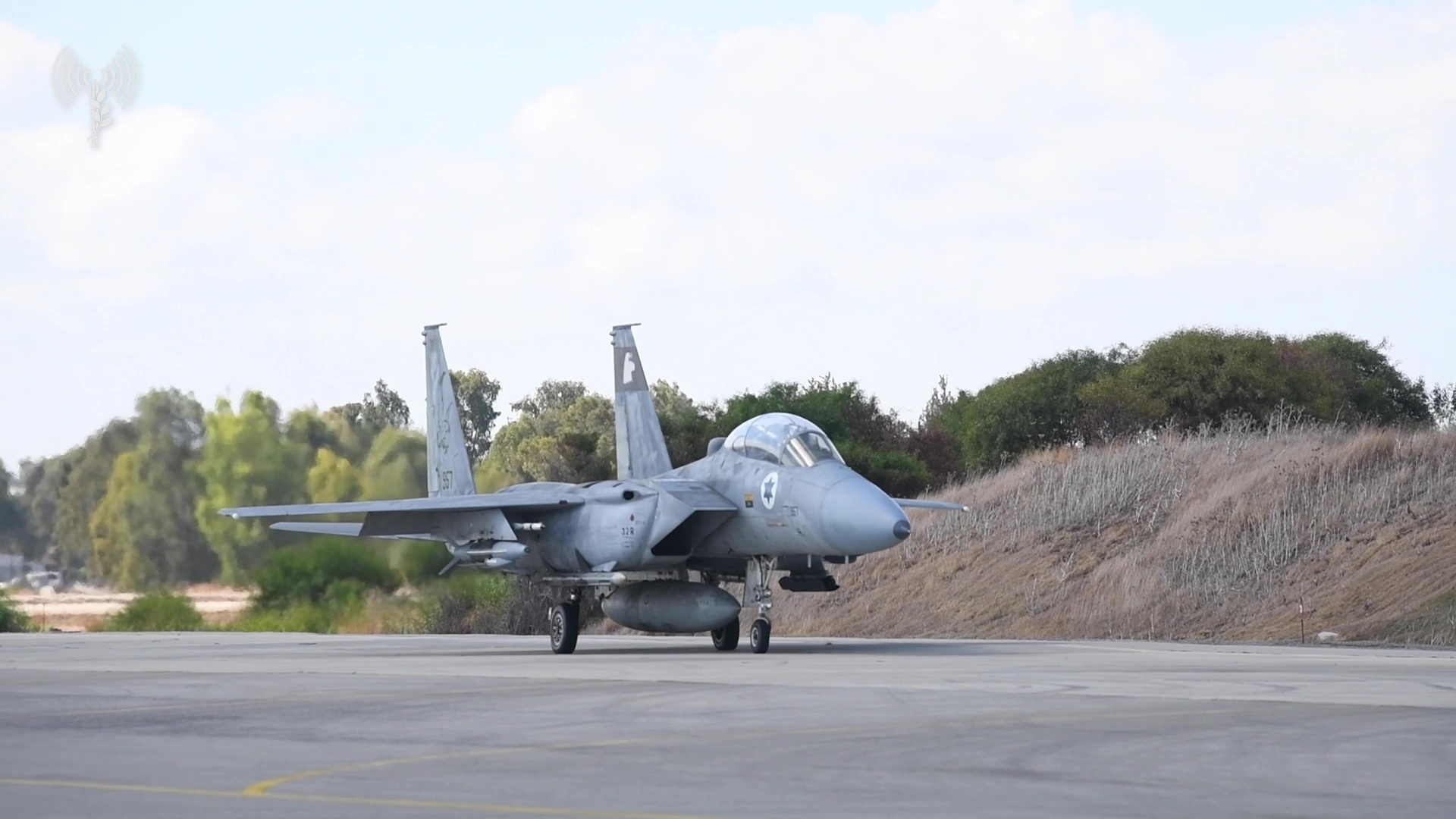
Un avión israelí despega para bombardear Yemen en septiembre de 2024

El 29 de septiembre, decenas de aviones de guerra israelíes lanzaron «una operación aérea a gran escala» contra diversos objetivos civiles en las ciudades de Al Hudaydah y Ras Issa, incluidas centrales eléctricas, depósitos de combustible e instalaciones portuarias, matando al menos a cuatro personas e hiriendo a otras 29. Medios de comunicación yemeníes afines a los hutíes confirmaron los ataques israelíes y en particular el bombardeo de los depósitos de combustible del puerto Ras Issa. Además informaron que habían bombardeado las centrales eléctricas de Al Hali, de Ras Kazib y de Mina, también en Hodeida. Sin embargo, fuentes hutíes aseguraron que habían tomado «precauciones» y habían vaciado los depósitos de combustible de Ras Issa y de Hodeida. El Consejo Político Supremo condenó la «brutal agresión» israelí. «Aunque sabemos que este enemigo arrolla las leyes y normas internacionales con total salvajismo, con ese salvajismo se exponen a respuestas que no pueden soportar».  Fuentes israelíes afirmaron que el ataque se realizó en coordinación con el Mando Central de las Fuerzas Armadas de Estados Unidos.
Al día siguiente las autoridades yemeníes informaron que son finalmente cinco los fallecidos y 57 los heridos como consecuencia del bombardeo israelí del domingo sobre el puerto de Hodeida. También anunció el derribo de un nuevo dron MQ-9 Reaper estadounidense, el undécimo desde el inicio de los combates. Posteriormente el Ejército estadounidense reconoció la pérdida del dron.

#### Octubre de 2024
El 4 de octubre Estados Unidos y Reino Unido llevaron a cabo al menos una docena de ataques aéreos en varias partes de la capital, Saná, y de la gobernación de Al Hudayda. En concreto siete bombardeos alcanzaron el aeropuerto internacional de Hodeida y sus alrededores, otros cuatro tuvieron como objetivo la capital del país y el último alcanzó la ciudad de Dhamar, en el suroeste del país.

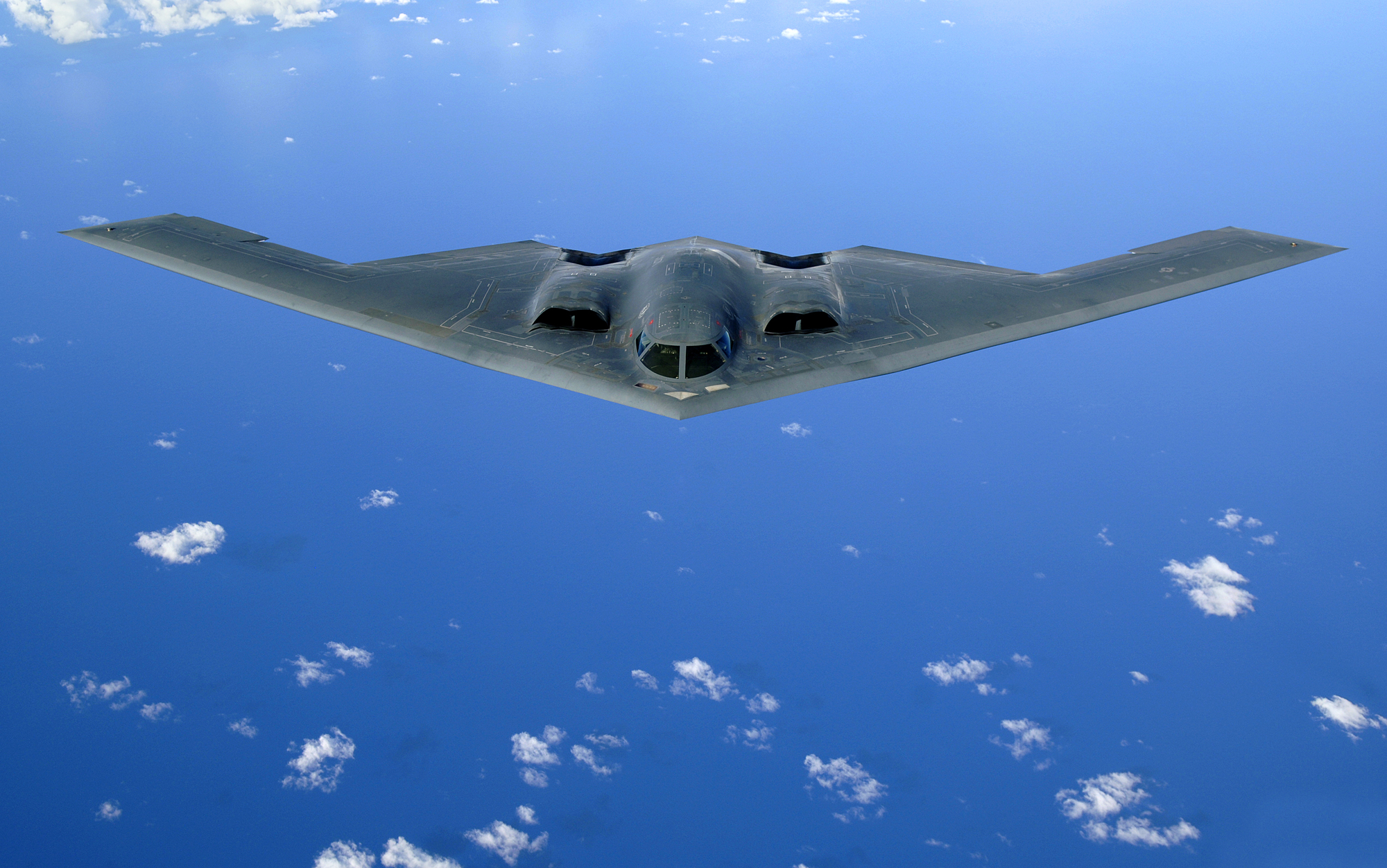
Un bombardeo B-2 estadounidense similar al que utilizaron para atacar Yemen

El 17 de octubre la Fuerza Aérea de Estados Unidos llevó a cabo «ataques de precisión» con bombarderos estratégicos B-2, contra cinco objetivos subterráneos situados en Saná y la gobernación de Sadá. Por su parte el vicepresidente de la Autoridad de Medios de Comunicación de los hutíes, Naser al Din Amer, aseguró que Estados Unidos «pagará el precio de su agresión contra Yemen» y reiteró que sus ataques «no disuadirán a Yemen de su posición de apoyo a Gaza».
El 23 de octubre, la coalición liderada por Estados Unidos y el Reino Unido llevó a cabo dos ataques aéreos contra el Aeropuerto Internacional de Hodeida.

#### Noviembre de 2024
El 8 de noviembre, el portavoz militar de los hutíes, Yahya Sarea, dijo en un comunicado, dado a conocer por la televisión Al-Masirah, que el grupo rebelde derribó un dron MQ-9 Reaper estadounidense sobre la gobernación de Al-Jawf, en el norte de Yemen. Lo que eleva a doce el número total de drones de este tipo que han derribado los hutíes desde noviembre de 2023.
El 9 de noviembre, Estados Unidos llevó a cabo varios bombardeos contra supuestos objetivos de los hutíes en Yemen, según dijeron los lugares atacados eran almacenes de armas. Por su parte la cadena de televisión yemení Al Masirah, informó que los bombardeos alcanzaron la localidad de Harf Sufian en la gobernación de 'Amran, y Safra, en Sa'dah.

#### Diciembre de 2024
El 16 de diciembre, Estados Unidos atacó el edificio del Ministerio de Defensa de Yemen, ubicado en la capital del país, Saná. En sus canales de Telegram, el grupo confirmó que hubo «una agresión de Estados Unidos, Reino Unido e Israel en Sana» y advirtió que habrá represalias «No nos demoraremos; responderemos a la agresión estadounidense-británica contra Yemen lo antes posible».
El 19 de diciembre, Israel llevó a cabo una serie de ataques aéreos contra supuestos objetivos de los hutíes en Yemen tras interceptar un misil lanzado por el grupo contra territorio israelí. Según informó la cadena de televisión Al Masirah, al menos siete personas murieron en un bombardeo contra el puerto de Salid, otras dos fallecieron y una resultó herida en un ataque contra la instalación petrolera de Ras Isa. Mientras que otras dos personas resultaron heridas en varios ataque contra el puerto de Hodeida. Por su parte el portavoz de los hutíes, Yahya Sari, anunció que el grupo había lanzado «dos misiles hipersónicos» contra «objetivos militares sensibles del enemigo israelí en la Jafa ocupada» y que la operación se había llevado a cabo «de forma simultánea con la agresión israelí contra instalaciones civiles en Saná y Hodeida, incluidas centrales eléctricas».

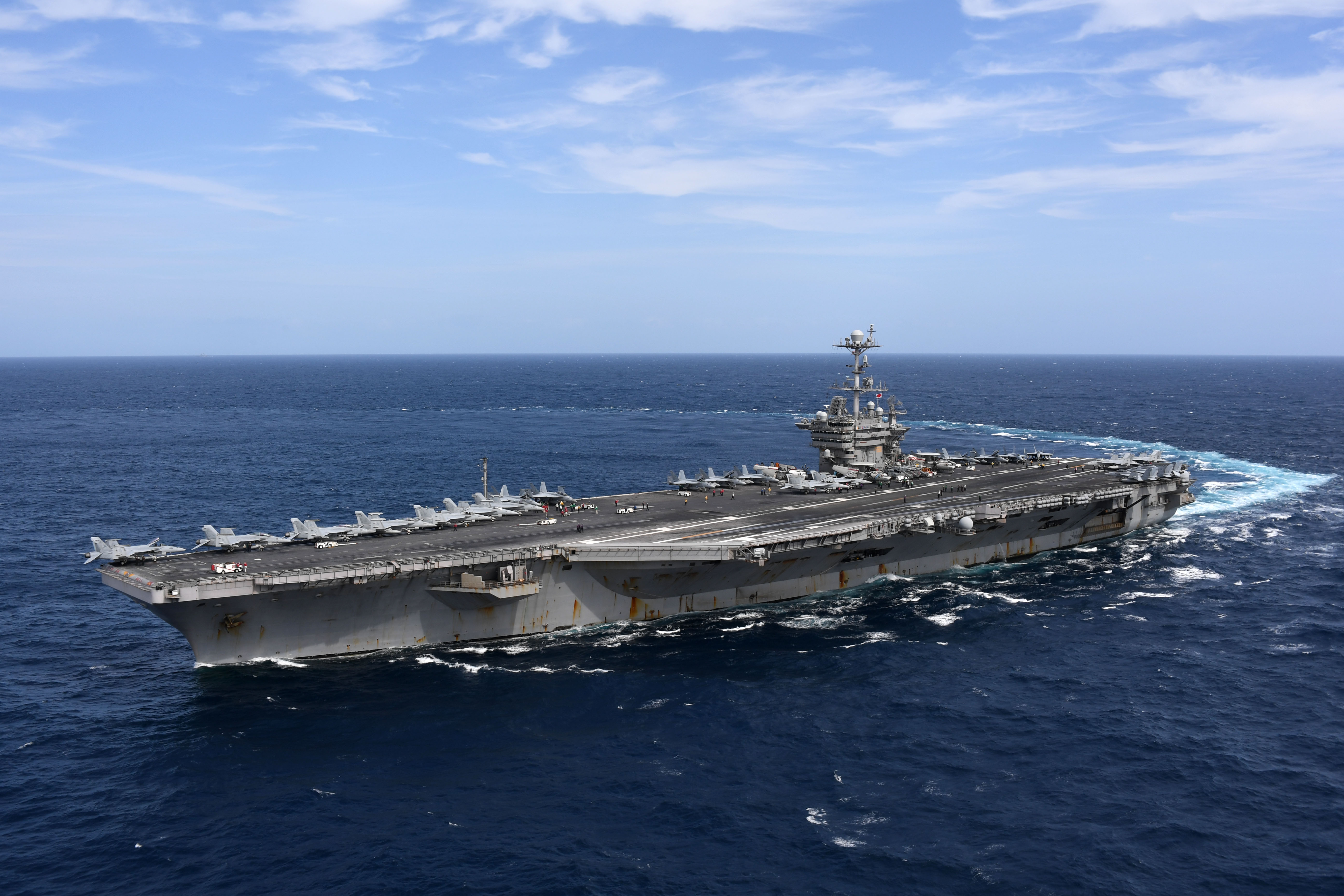
El portaaviones estadounidense USS Harry S. Truman

El 21 de diciembre, el Estados Unidos llevó a cabo una serie de «ataques de precisión» contra una instalación de almacenamiento de misiles y un sitio de comando y control en Saná. AlHadath informó que Estados Unidos había atacado depósitos de combustible, centrales eléctricas y objetivos militares. En un principio, se atribuyó el ataque a Israel. Al día siguiente el CENTCOM reconoció la pérdida de un F/A-18 Hornet que había despegado del portaaviones USS Harry S. Truman y que fue derribado por fuego amigo procedente del crucero de misiles guiados USS Gettysburg sobre el mar Rojo. Sus dos ocupantes fueron rescatados, si bien uno de ellos resultó herido leve. Por su parte el portavoz militar de los rebeldes, el coronel Yahya Sarea, dijo que el avión había sido derribado por los hutíes en un ataque contra el portaaviones realizado con ocho misiles de crucero y diecisiete aviones no tripulados.
El 26 de diciembre, Israel llevó a cabo una serie de ataques aéreos contra diversos objetivos civiles, entre ellos la torre de control del Aeropuerto Internacional de Saná, lo que provocó una quincena de heridos y tres muertos, así como contra las centrales eléctricas de Hezyaz y Ras Kanatib, también situadas en la capital, o los puertos de Hodeida, Salif, y contra el puerto petrolero de Ras Issa, donde una persona más murió en el ataque. El portavoz de los hutíes, Mohammed Abdulsalam, denunció que los ataques contra el aeropuerto de Saná y otras infraestructuras civiles son un crimen contra todo el pueblo yemení. En el momento del ataque israelí contra el aeropuerto de Saná, el director general de la Organización Mundial de la Salud (OMS), Tedros Adhanom, se encontraba en sus instalaciones. Según dijo, en el ataque resultó dañada la torre de control, la sala de embarque y la pista de aterrizaje y un miembro de la tripulación de su avión resultó herido.

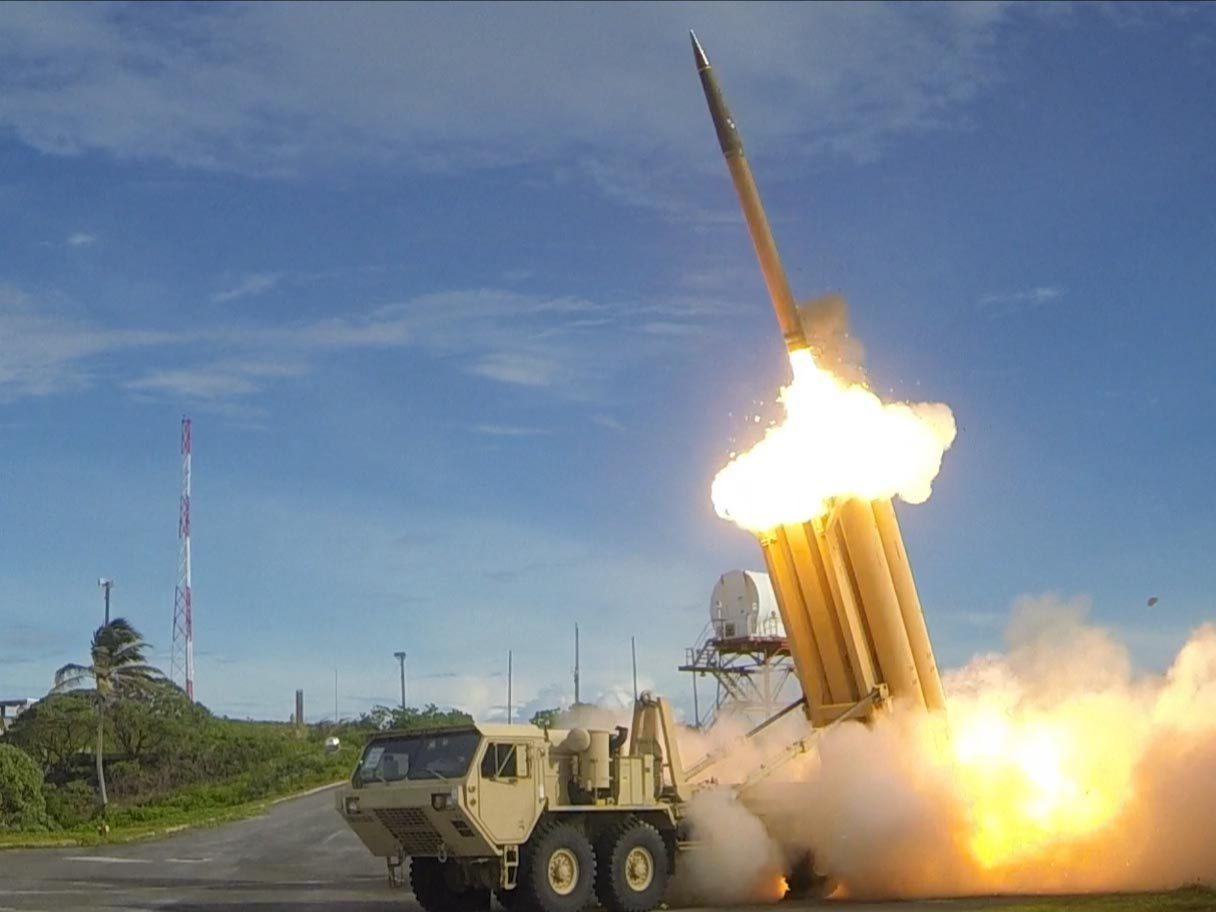
Un sistema de Defensa de Área de Gran Altitud Terminal similar al desplegado por el Ejército estadounidense en Israel

Al día siguiente, 27 de diciembre, el Ministerio de Sanidad de Yemen informó que el balance de víctimas de los bombardeos de Israel había aumentado a seis muertos y cuarenta heridos. Ese mismo día los hutíes llevaron a cabo un ataque de represalia con un «misil balístico hipersónico» contra el Aeropuerto Internacional Ben Gurión. Asimismo, el grupo lanzó varios drones contra «un objetivo vital» en Tel Aviv. Si bien, el misil fue interceptado fuera del espacio aéreo israelí por el sistema de defensa aérea de gran altitud (THAAD) de los Estados Unidos, lo que supuso su primer uso en combate desde su despliegue en Israel en octubre. Dieciocho personas resultaron levemente heridas mientras corrían hacia los refugios antiaéreos, mientras que dos sufrieron ataques de ansiedad. La cadena Al-Masirah informó más tarde que la coalición formada por Estados Unidos y el Reino Unido llevó a cabo un ataque aéreo en el Parque 21 de Septiembre en el distrito Ma'ain de Saná.
El 28 de diciembre, los hutíes revindicaron el derribó de un dron estadounidense MQ-9 «mientras realizaba misiones hostiles en el espacio aéreo de la provincia de Al Bayda», en el suroeste del país. Los rebeldes utilizaron «un misil tierra-aire de fabricación local» para derribar este dron, el decimotercero de su tipo que los hutíes dicen haber derribado desde el inicio de las hostilidades en octubre de 2023. Además reivindicaron un ataque contra la «base aérea de Nevatim del enemigo israelí en la región del Néguev, en el sur de la Palestina ocupada, utilizando un misil balístico hipersónico del tipo Palestina 2» que según dijeron alcanzó con éxito su objetivo. Por su parte el Ejército de Israel informó que había interceptado un misil procedente del Yemen antes de que cruzara a territorio israelí, pero que hizo sonar las alarmas en las zonas de Jerusalén y el mar Muerto.

#### Enero de 2025
El 1 de enero, los hutíes derribaron un nuevo avión no tripulado MQ-9 Reaper estadounidense sobre la gobernación de Marib con un misil tierra-aire. El 8 de enero, el Mando Central de Estados Unidos dijo que había llevado a cabo «ataques de precisión» contra dos instalaciones subterráneas utilizadas por los hutíes para almacenar armas convencionales avanzadas. La cadena Al-Masirah, informó de siete incursiones en el distrito de Sanhan, en Saná, y en el distrito de Harf Sufyan, en la provincia noroccidental de Amran.
El 9 de enero, la coalición liderada por Estados Unidos y el Reino Unido llevó a cabo seis ataques aéreos, incluidos tres en el distrito de Harf Sufyan en la gobernación de 'Amran, dos en la zona de Jarban en la gobernación de Saná y uno en el distrito de Alluheyah en la gobernación de Al Hudaydah.

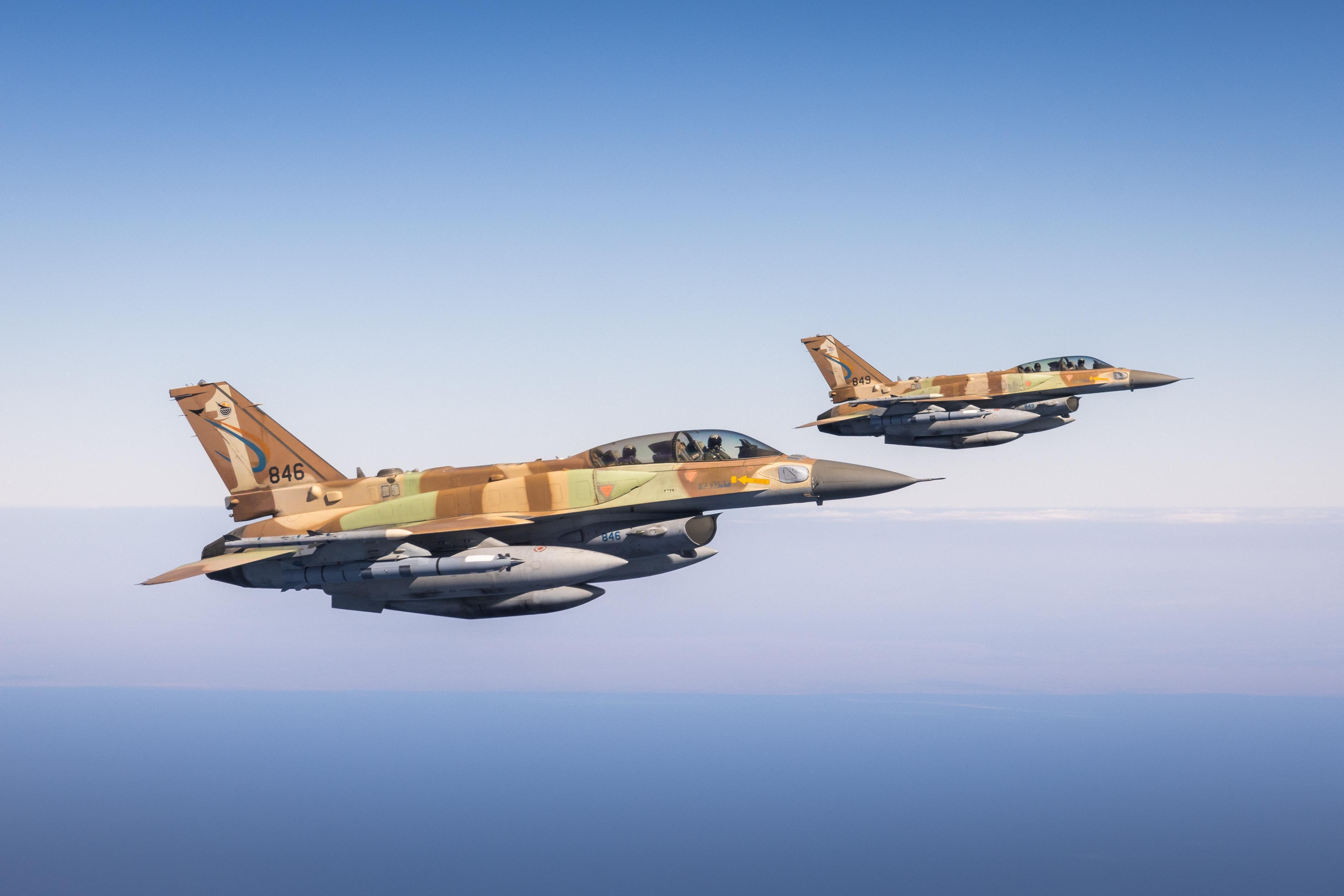
Aviones israelíes durante los ataques de enero de 2025

El 10 de enero, las fuerzas estadounidenses y británicas llevaron a cabo doce ataques aéreos en el distrito de Harf Sufyan y que los ataques aéreos también habían alcanzado una zona cercana a la plaza Al Sabeen en Saná. Poco después, aviones israelíes atacaron la planta eléctrica de Heyzaz, además de «infraestructura» en los puertos de Rasi Isa y Hodeida, en el oeste del país. Una persona murió y otras seis resultaron heridas en el ataque israelí contra el puerto de Ras Isa. Por su parte los hutíes dijeron que habían atacado con misiles y drones el portaaviones estadounidense USS Harry S. Truman y varios buques de guerra en el norte del mar Rojo, según afirmaron el ataque «frustró un nuevo asalto a Yemen por parte del portaaviones USS Harry Truman», obligándolo a abandonar el norte del mar Rojo. También dijeron que las operaciones en apoyo de Gaza continuarán hasta que termine «la agresión y se levante el asedio».
El 19 de enero, las fuerzas estadounidenses lanzaron cuatro ataques aéreos en la zona de Al-Azraqeen, al norte de la capital Saná.

#### Marzo de 2025
El 5 de marzo, los sistemas de defensa aérea de Yemen derribaron un dron MQ-9 Reaper estadounidense sobre el espacio aéreo de la gobernación de Hodeida, situada en el oeste de Yemen, mientras realizaba «misiones hostiles». Se trata del decimoquinto aparato de este tipo derribado por los hutíes desde el inicio del conflicto.
El 15 de marzo, aviones de combate del USS Harry S. Truman, la Fuerza Aérea de los Estados Unidos, así como drones, comenzaron una ola de ataques navales y aéreos contra docenas de objetivos hutíes en Yemen, incluidos sistemas de radar, defensas aéreas, misiles y drones, en lo que funcionarios estadounidenses describieron como el comienzo de una nueva ofensiva contra el grupo que podría durar varios días. El presidente estadounidense, Donald Trump, ordenó los ataques y dijo que tenían como objetivo bases militares, líderes y sistemas de defensa de misiles y fueron los más intensos desde que asumió el cargo. Al-Masirah y otros medios locales informaron de ataques aéreos en Saná a la 1:30 p.m. (ET), en lo que un funcionario estadounidense le dijo a CBS News que era «solo el comienzo» de la campaña.

| UNICEF Yemen  | Twitter |
| @UNICEF_Yemen |         |

             La ONU verificó que al menos dos niños de 6 y 8 años se encontraban entre los fallecidos en los ataques aéreos contra el norte de Saada hace dos noches. Un tercer niño resultó herido y el estado de salud de un cuarto aún no se ha confirmado. UNICEF insta a la protección de los niños y los civiles en todo momento.
         

        17 de marzo de 2025

De acuerdo con el Ministerio de Salud de Yemen al menos 53 civiles murieron, entre ellos cinco niños y dos mujeres, y otras 98 resultaron heridas, en lo que describió como un «crimen de guerra en toda regla».  El Fondo de las Naciones Unidas para la Infancia (UNICEF) determinó de forma independiente que al menos dos niños murieron en el ataque y otros dos resultaron heridos.
Al día siguiente los hutíes llevaron a cabo un ataque de represalia contra el portaaviones USS Harry S.Truman que se habría efectuado con dieciocho misiles balísticos y de crucero y un dron. Además confirmaron que la oleada de bombardeos estadounidense del día anterior constó de, al menos, 47 ataques aéreos principalmente contra la capital pero también hubo ataques en las gobernaciones de Saada, Al Bayda, Haya, Dhamar, Marib y Al Jawf. Ese día los ataques aéreos alcanzaron sedes militares, instalaciones de almacenamiento de armas y equipos de detección utilizados para localizar envíos.
El 17 de marzo, dos ataques aéreos tuvieron lugar en la ciudad portuaria de Al Hudaydah a primera hora de la mañana, alcanzando una fábrica de desmotado de algodón y la cabina de mando del buque de carga Galaxy Leader, retenido por los hutíes desde noviembre de 2023.  también informó de ataques a un centro oncológico en construcción en Sa'dah, causando importantes daños.  Por la noche, Al Masirah informó que los ataques aéreos estadounidenses alcanzaron la fábrica de hierro Al-Habashi y sitios al sur del complejo presidencial en Saná.
El 18 de marzo, testigos presenciales informaron a la Agence France-Presse que se llevaron a cabo tres ataques en Sa'dah a altas horas de la noche.
El 19 de marzo, Estados Unidos llevó a cabo al menos diez ataques en Saná y Al Hudaydah. También se produjeron ataques en As Safra, Sa'dah. Según Reuters, también fueron atacadas trincheras y búnkeres construidos para albergar a los líderes hutíes tras los ataques aéreos del expresidente Joe Biden en Yemen, lo que obligó a los líderes del grupo a esconderse. Los ataques estadounidenses contra Saná hirieron a siete mujeres y dos niños en un barrio residencial.
El 20 de marzo, Al menos cuatro ataques estadounidenses impactaron en el distrito Al Mina de la gobernación de al-Hudaydah. Al día siguiente, Estados Unidos llevó a cabo varios ataques aéreos en el distrito de At Tuhayta en la gobernación de Al Hudaydah y en el distrito de Saqayn en la gobernación de Sa'dah durante el día.
El 22 de marzo Estados Unidos realizó tres ataques contra el aeropuerto Internacional de Hodeidaa y otros cinco contra el distrito de Majzar en la gobernación de Marib. El 23 de marzo, medios locales informaron que Estados Unidos llevó a cabo ataques aéreos en Saná, Al Hudayda, en los alrededores de Sa'dah y en la gobernación de Marib durante el día, matando a una persona e hiriendo a otras trece.
El 24 de marzo una persona murió y otras trece resultaron heridas, incluidos tres niños, en un ataque estadounidense contra un edificio residencial en el área de Aser en Saná.  Al día siguiente la agencia de noticias Saba informó que los ataques aéreos estadounidenses en las afueras de Sa'dah hirieron al menos a dos personas y que un ataque estadounidense alcanzó un hospital oncológico en la gobernación de Sa'dah por segunda vez, destruyéndolo.
El 26 de marzo se produjeron ataques estadounidenses contra los alrededores de la capital y las ciudades de Sahar y Al Salem ambas situadas en la gobernación de Sa'dah. Así como la localidad de Sufian, situada en la gobernación de Amran. El Yemen Data Project informó que al menos veinticinco civiles, incluidos cuatro niños, murieron y al menos veintiocho civiles resultaron heridos en la campaña de ataques aéreos hasta el momento.
El 27 de marzo varios ataques aéreos estadounidenses alcanzaron las zonas de Sahlain y al-Salem de la gobernación de Sa'dah. Anteriormente, el canal informó que dos personas murieron y otras dos resultaron heridas en los ataques estadounidenses cerca de la capital, Saná.
El 28 de marzo la Fuerza Aérea de Estados Unidos atacó más de cuarenta lugares en áreas controladas por los hutíes en Yemen, incluidos barrios de Saná, hiriendo al menos a siete personas. Otros ataques impactaron en los alrededores de la ciudad portuaria de Hodeida, Sa'dah y en las gobernaciones de Al-Jawf, Amran y Marib. El think tank estadounidense ISW informó de al menos 44 ataques aéreos el 28 de marzo, incluidos al menos ocho ataques aéreos contra una base militar hutí, instalaciones subterráneas e infraestructura de comunicaciones en Jabal al Aswad, en la gobernación de Amran, así como contra el cuartel general militar hutí en Saná.
El 29 de marzo Estados Unidos llevó a cabo al menos 72 ataques, matando a una persona e hiriendo a otras cuatro.
El 30 de marzo, los ataques aéreos estadounidenses en los alrededores de Saná y en la gobernación de Hajjah, que comenzaron durante la noche y continuaron hasta la mañana siguiente, mataron a tres personas e hirieron a otras doce, entre ellos al menos un niño. Mientras tanto, los hutíes aseguraron que habían derribado un avión no tripulado MQ-9 Reaper sobre la gobernación de Marib. Lo que supone el decimosexto dron que sus defensas aéreas interceptan «con éxito» desde que comenzó la guerra.

#### Abril de 2025
El 1 de abril, se produjeron varios ataques aéreos estadounidenses contra los distritos de Sanhan wa Bani Bahlul y Bani Matar en la gobernación de Saana, el distrito de El Mansouria de la gobernación de Al Hudaydah, el distrito de Washhah de la gobernación de Hajjah y la gobernación de Sa'dah. Al menos cuatro personas murieron en uno de los ataques contra un proyecto hídrico en el distrito de El Mansouria. Los ataques aéreos estadounidenses continuaron hasta el día siguiente, impactando las gobernaciones de Hajjah, Sa'dah, Saná e Ibb, y causando la muerte de dos personas más.
El 3 de abril, los hutíes informaron que habían derribado un nuevo dron MQ-9 Reaper del Ejército de Estados Unidos «cuando llevaba a cabo misiones hostiles en el espacio aéreo de la gobernación de Hodeida». Se trata del segundo derribo de un aparato de este tipo en los últimos tres días y el decimoséptimo desde que comenzó la guerra. Al-Masirah informó que aviones de combate estadounidenses realizaron más ataques, incluyendo uno que impactó una red de comunicaciones en Jabal Namah, en el distrito de Jablah, gobernación de Ibb, causando la muerte de una persona. También informó que fuerzas estadounidenses llevaron a cabo dos ataques en el distrito de Kitaf wa Al Boqe'e y un ataque en la zona de Kahlan, al este de Sa'dah. Un ataque estadounidense contra un automóvil en el distrito de Majz, que, según se informa, mató al asistente personal del ministro del Interior hutí, Abdulkarim al Houthi.
El 8 de abril, el Ministerio de Salud, informó que los ataques estadounidenses contra una zona residencial en Amin Moqbel en la gobernación de Hodeidah, causaron la muerte de al menos seis personas, incluidos cuatro niños y dos mujerees, y otras dieciséis personas resultaron heridas. También se registró un ataque contra la red de telecomunicaciones de Shawaba, en el distrito de Dhibin, ubicado al norte de la capital yemení, Saná. Al día siguiente, las autoridades sanitarias de Yemén anunciaron que el balance de víctimas del ataque estadounidense del día anterior contra la gobernación de Hodeida, había aumentado a veintiocho, entre ellos trece muertos, la mayoría niños y mujeres, y quince heridos. Además el portavoz del Ministerio de Sanidad, Anis al Asbahi, advirtió que podrían registrarse más víctimas puesto que «los equipos de rescate de protección civil siguen trabajando» en la zona.
El 9 de abril, los rebeldes hutíes derribaron otro dron MQ-9 Reaper estadounidense mientras «llevaba a cabo una misión hostil» sobre la gobernación de Yauf. Se trata del tercer dron que los hutíes derriban en los últimos diez días y del decimoctavo desde que comenzaron las hostilidades en 2023.
El 10 de abril, nuevos ataques estadounidenses contra la capital del país, Saná, provocaron la muerte de tres personas. También se reportaron varios ataques más en Saná, incluido el distrito de Bani Hushaysh y en la isla de Kamaran.
El 11 de abril, los ataques aéreos estadounidenses tuvieron como objetivo la capital, Saná, incluidos el distrito de Bani Hushaysh, el distrito de Ma'ain, el distrito de Hamdan y la montaña Jabal Nuqum al este de Saná, atacando zonas residenciales y tierras de cultivo.
El 12 de abril la Fuerza Aérea estadounidense atacó varias zonas de Yemen, incluyendo un instituto vocacional en el distrito de As Sawma'ah. También lanzaron tres ataques en Al-Salheen, en la gobernación de Sa'dah, al oeste del país.
El 13 de abril, los ataques estadounidenses contra una fábrica de cerámica en el distrito de Bani Matar, en la gobernación de Saná, causaron la muerte de siete personas y heridas a otras 29, entre ellas cinco niños y una mujer, una de ellas de gravedad. Las víctimas eran trabajadores de la fábrica y residentes de las viviendas adyacentes. Además la cadena Al-Masirah informó que dos ataques estadounidenses tuvieron como objetivo Al-Yatmah, en el distrito de Khabb wa ash Sha'af, en la gobernación de Al Jawf. Los hutíes derribaron un nuevo dron estadounidense MQ-9 Reaper sobre la gobernación de Hajjah con un misil tierra-aire de fabricación local.
El 14 de abril, el Ministerio de Salud de Yemen dijo que desde el 16 de marzo los ataques estadounidenses habían matado a 123 personas, incluidos niños y mujeres, e hirieron a otras 247. La cadena de noticias Al-Masirah informó que a lo largo del día se habían producido quince ataques estadounidenses contra el distrito de Raghwan y el distrito de Medghal en la gobernación de Marib.
El 15 de abril, los Estados Unidos lanzaron al menos trece ataques aéreos contra los distritos de Al-Salem y Kitaf wa Al Boqe'e, en la gobernación de Sa'dah. También atacaron el distrito de Harf Sufyan y las afueras de la capital, Saná. Se reportaron varios ataques aéreos estadounidenses contra la isla de Kamaran y el distrito de Az Zahir, en la gobernación de Al-Bayda.
El 16 de abril, una persona murió en un ataque estadounidense en el barrio residencial de Al-Nahda, en el distrito de Al-Thawra. Además Estados Unidos realizó al menos catorce ataques en la zona de Al-Hafa, en el distrito de As Sabain, tres ataques estadounidenses alcanzaron el distrito de Bani Hushaysh y las fuerzas estadounidenses atacaron los distritos de Manakhah y Al Hazm.
El 17 de abril, una serie de bombardeos estadounidenses contra las instalaciones petrolíferas del puerto de Ras Issa, en la gobernación de Al Hudayda, mataron a 80 personas y dejaron al menos otras 150 heridas. Según el CENTCOM el objetivo de estos ataques era «degradar la fuente económica de poder de los hutíes». Los rebeldes hutíes calificaron los ataques de un «crimen de guerra en toda regla, dado que el puerto es una instalación civil, no militar, que sirve a todos los yemeníes y no es el dominio exclusivo de un grupo específico». También se reportó que aviones de combate estadounidenses realizaron más ataques en el distrito de Al Munirah.
El 18 de abril, Estados Unidos lanzó múltiples ataques en la zona de al-Hafa, en el distrito de As Sabain. También se informó de cuatro ataques estadounidenses en el distrito de Bani Hushaysh. Hubo también informes de tres ataques estadounidenses en la gobernación de Sa'dah y de cuatro ataques estadounidenses en los distritos de Bart Al Anan y Khabb wa ash Sha'af. Además el portavoz de los hutíes, Yahya Sarea, informó que lograron derribar un dron estadounidense MQ-9 mientras «realizaba operaciones hostiles en el espacio aéreo de la gobernación de Saná, utilizando un misil tierra-aire de fabricación local».
El 19 de abril, Estados Unidos llevó a cabo al menos 29 ataques aéreos en todo Yemen, dirigidos contra los distritos de Ath'thaorah y Assafi'yah de la capital del país, Saná; los distritos de Bani Hushaysh, Bani Matar, Al Husn y Hamdan de la gobernación de Saná; el distrito de Sirwah de la gobernación de Marib; la ciudad portuaria de Al Hudaydah y el aeropuerto internacional de Hodeida; matando a tres personas e hiriendo a otras cuatro. Ese mismo día, los hutíes derribaron un nuevo dron estadounidense MQ-9 mientras sobrevolaba la capital, Saná. Se trata del segundo dron que las defensas antiaéreas hutíes lograron derribar en 24 horas y el sexto durante el mes de abril.
El 20 de abril, las autoridades yemeníes denunciaron que doce personas murieron y otras treinta resultaron heridas a causa de nuevos bombardeos ejecutados por el Ejército de Estados Unidos contra un mercado ubicado en el barrio de Farwa, en el distrito de Shuub, de la capital del país, Saná. Aunque está cifra podría aumentar ya que los equipos de rescate y ambulancias siguen buscando víctimas bajo los escombros. La explosión golpeó una zona adyacente al casco antiguo de Saná, un sitio declarado Patrimonio de la Humanidad por la UNESCO, lleno de torres antiguas. Al día siguiente el Ministerio de Salud de Yemen dijo que las víctimas de los ataques nocturnos estadounidenses del día anterior en un mercado y una zona residencial en Farwa fueron de doce muertos y treinta y cuatro heridos.
El 22 de abril, los hutíes derribaron un nuevo dron estadounidense MQ-9 Reaper con un misil tierra-aire de fabricación local mientras realizaba «misiones hostiles» en el espacio aéreo de la gobernación de Yahra, en el extremo noroccidental del país. Se trata del séptimo dron de este tipo que derriban las defensas aéreas hutíes en lo que va de año y el vigésimo segundo desde que comenzó la guerra. Por su parte la Fuerza Aérea estadounidense llevó a cabo una oleada de ataques aéreos en la isla de Kamaran, dos en el distrito de As Salif y en el distrito de as-Saleem ambos de la gobernación de S'adah.
El 24 de abril, los hutíes denunciaron que el Ejército estadounidense realizó varios ataques aéreos, incluido un ataque en el barrio de Zaid de al-Jarf al-Sharqi, al norte de Saná, que dañó varias casas e hirió a una persona, seis ataques en el área de Brash, al este del Monte Nuqum, que alberga un monumento histórico al sur de la capital del país, Saná, seis ataques en el área de Sahlin del distrito de al-Salem y tres ataques al norte de Sa'dah.
El 25 de abril, Estados Unidos llevó a cabo ataques aéreos en los distritos de Majzar y Medghal de la gobernación de Marib, el distrito de Harf Sufyan en la gobernación de 'Amran, los distritos de Bajil y As Salif en la gobernación de Al Hudaydah, la isla de Kamaran, el distrito de Nihm y Bani Hushyash en la gobernación de Saná y la gobernación de Al Mahwit. Además, las autoridades militares estadounidenses reconocieron que habían perdido siete drones en menos de seis semanas, tres de los drones fueron derribados la semana pasada, lo que supone una pérdida de aeronaves por valor de más de 200 millones de dólares.
El 26 de abril, Estados Unidos llevó a cabo ataques aéreos contra la ciudad de Saná, así como en las gobernaciones de Al Hudaydah, Sa'dah, Marib y Al Jawf, con ocho yemeníes heridos en el barrio de Ar Rawdah de Saná y tres marineros rusos que resultaron heridos en el puerto petrolero de Ras Isa.
El 27 de abril, la cadena Al-Masirah informó sobre ataques estadounidenses en Yemen, incluido el puerto de Ras Isa en la gobernación de Al Hudaydah, el buque de carga Galaxy Leader en el puerto de Hudaydah, la isla de Kamaran, el distrito de Al Anan de la gobernación de Al Jawf y el distrito de Medghal. El Ministerio de Salud de Yemen dijo que los ataques estadounidenses en el distrito de As Sabain mataron a dos personas e hirieron a otra, mientras que otras nueve, incluidas dos mujeres y tres niños, resultaron heridos en el distrito de Bani Al Harith. También se informó de que al menos ocho personas, incluidas mujeres y niños, murieron y un número indeterminado resultaron heridas en ataques estadounidenses contra tres viviendas en el distrito de Bani Al Harith, al norte de Saná.
El 28 de abril, un ataque estadounidense contra un centro de detención de migrantes, supervisado por la Organización Internacional para las Migraciones, una agencia de Naciones Unidas, y el Comité Internacional de la Cruz Roja, en la ciudad de Sa'dah, mató al menos a 68 personas e hirió a otras 47 de diversa consideración. Según las autoridades en el centro había un total de 115 migrantes africanos. El Ministerio del Interior denunció en un comunicado que «atacar a civiles inocentes y a migrantes es un crimen que se suma al historial de crímenes estadounidenses contra el pueblo yemení y la humanidad en su conjunto». La  Marina de Estados Unidos «perdió» en el mar un caza F/A-18 Super Hornet y un tractor de remolque después de caer por la borda del portaaviones USS Harry S. Truman mientras el caza era remolcado en el hangar, hiriendo a un marinero. El portaaviones estaba realizando en ese momento maniobras evasivas para eludir el fuego hutí, lo que contribuyó a que el caza cayera por la borda.
El 29 de abril de 2025, el Ministerio de Defensa del Reino Unido dijo que los aviones de combate Typhoon de la Real Fuerza Aérea (RAF), en colaboración con Estados Unidos, atacaron un grupo de edificios utilizados por los hutíes para fabricar drones de ataque. Estos fueron los primeros ataques autorizados por el primer ministro Keir Starmer.

#### Mayo de 2025
El 16 de mayo, quince aviones de combate israelíes bombardearon a los puertos de Hodeida y Salif, ubicados en el mar Rojo. El ejército israelí, aseguró que el ataque destruyó la infraestructura de los puertos y que los hutíes tardarán aproximadamente un mes en restaurarlos. Por su parte el ministro de Defensa israelí, Israel Katz, advirtió de que si los rebeldes hutíes siguen atacando el territorio israelí «sufrirán golpes dolorosos» y amenazó con asesinar a Abdul-Malik al-Houthi. El Ministerio de Salud, controlado por los hutíes, declaró que una persona murió y otras nueve resultaron heridas en los ataques aéreos.
El 28 de mayo, cuatro ataques aéreos israelíes tuvieron como objetivo la pista del aeropuerto internacional de Saná y el único avión civil que aún tenía operativo Yemenia Airways —que quedó destruido—. El líder de los hutíes, Abdul-Malik al-Houthi, dijo que «Independientemente de la magnitud de la agresión israelí y de su frecuencia, no afectará la postura de nuestro pueblo en apoyo al pueblo palestino».

#### Junio de 2025
Durante la mañana del 10 de junio, la Armada israelí lanzó un ataque con misiles contra el puerto de Hodeida con dos misiles guiados de largo alcance, lo que supone el primer ataque naval israelí contra objetivos de los hutíes.

#### Julio de 2025
El 21 de julio, el Ejército de Israel lanzó una nueva oleada de bombardeos contra la infraestructura militar y el equipo de ingeniería hutí que el grupo estaba utilizando para efectuar reparaciones en el puerto de Hodeida, situado en el oeste del país. Ese mismo día, los hutíes lanzaron varios ataques contra los aeropuertos de Ben Gurion (a las afueras de Tel Aviv) y Ramon, el puerto de Eilat y varios objetivos militares en Tel Aviv y la ciudad costera de Asdod. Ataques que, según dijeron, habían logrado sus objetivos con éxito. El portavoz militar de los rebeldes, Yahya Sari, dijo que estos ataques habían sido «en respuesta al crimen de genocidio perpetrado por el enemigo sionista contra el pueblo palestino en la Franja de Gaza y a su reciente agresión al puerto de Hodeida».

## Alto el fuego

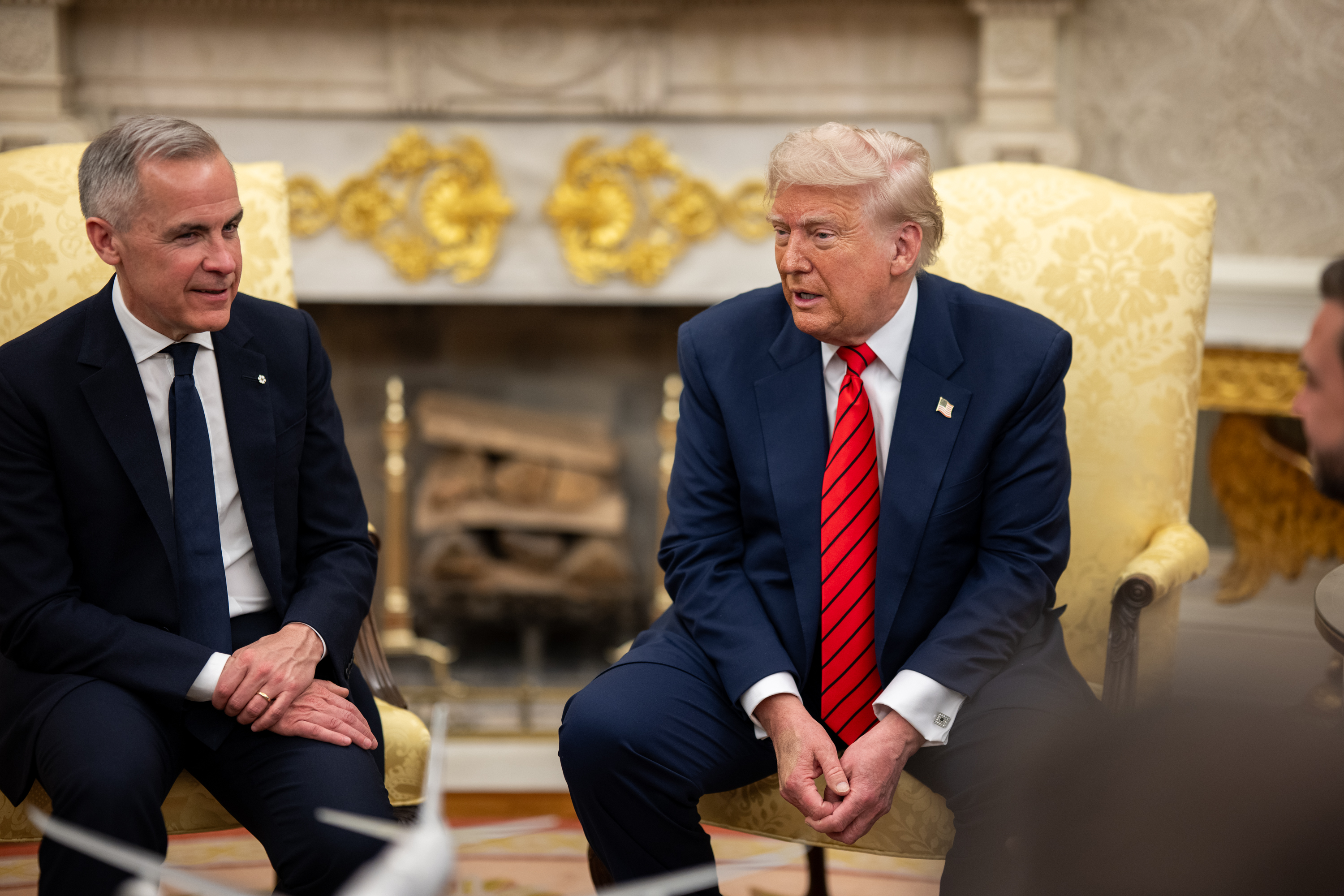
Trump anunció el alto el fuego durante una reunión con el primer ministro canadiense, Mark Carney, en la Oficina Oval, el 6 de mayo de 2025.

El 6 de mayo de 2025, el presidente estadounidense Donald Trump anunció el fin de los ataques contra Yemen, afirmando que habían terminado «con efecto inmediato», como resultado de un acuerdo de alto el fuego entre Estados Unidos y los hutíes, negociado con la mediación de Omán. Los hutíes acordaron detener los ataques contra los buques estadounidenses en el mar Rojo, pero enfatizaron que el alto el fuego no se aplica «de ninguna manera» a Israel. Aunque Trump presentó la tregua como una señal de que los hutíes habían «capitulado» y «no querían pelear más», los hutíes afirmaron que en realidad fue Estados Unidos el que «dio marcha atrás». Según funcionarios israelíes, Israel no recibió «aviso previo» del acuerdo entre Estados Unidos y los hutíes. Los medios israelíes describieron el alto el fuego como «una pésima noticia para Israel» y «doblemente sorprendente».
Algunas de las razones por las que Estados Unidos habría finalizado su campaña de ataques aéreos contra objetivos hutíes en Yemen, serían la incapacidad estadounidense de asegurar la superioridad aérea sobre Yemen y el mar Rojo, los costos operativos de más de 1000 millones de dólares que la operación había tenido en apenas un solo mes, sin incluir los F/A-18 y drones perdidos durante los combates, la disminución de los arsenales de armas avanzadas, incluidos los misiles de precisión standoff, lo que habría dejado a Estados Unidos en una evidente inferioridad ante una eventual guerra contra China y, sobre todo, la posibilidad muy real de que se produjeran bajas estadounidenses.

## Efectividad de los ataques
Según el teniente general Douglas Sims, director del Estado Mayor Conjunto de los Estados Unidos, los ataques iniciales del 12 de enero lograron con éxito su objetivo de dañar la capacidad de los hutíes para lanzar ataques complejos con drones y misiles similares al que llevaron a cabo el 10 de enero. Dos funcionarios estadounidenses, en declaraciones al The New York Times, estimaron que los ataques habían dañado o destruido alrededor del 20 al 30 por ciento de la capacidad ofensiva de los hutíes. A pesar de dañar o destruir alrededor del 90 % de los objetivos seleccionados atacados, los funcionarios agregaron que localizar objetivos hutíes había resultado ser más difícil de lo previsto.
El 18 de enero, Joe Biden reconoció que los ataques no habían impedido que los hutíes siguieran atacando el transporte marítimo, pero dijo que continuarían los esfuerzos para detenerlos.
En junio de 2024, un informe de la Agencia de Inteligencia de la Defensa de Estados Unidos estimaba que hasta ese momento el Ejército estadounidense se había gastado casi 1000 millones de euros en munición durante su campaña contra los rebeldes hutíes, que controlan amplias zonas de Yemén. Además afirmaba que el tránsito de buques por el mar Rojo se había reducido en un 90 % y al menos veintinueve importantes compañías navieras y energéticas evitaban transitar por la zona.

## Reacciones

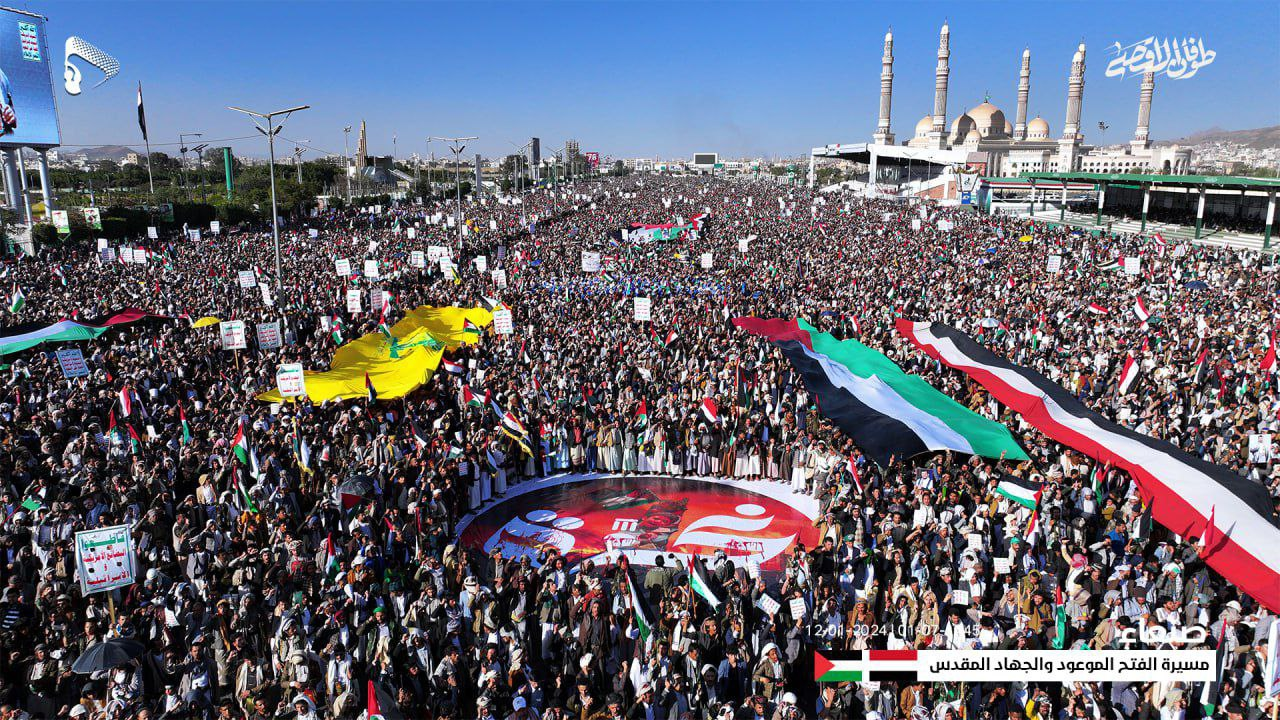
Protestas en la capital yemení, Saná, tras los ataques estadounidenses y británicos

### Movimiento hutí
Por su parte, los hutíes declararon una «guerra abierta» contra los Estados Unidos y Reino Unido, tras los ataques efectuados. El portavoz del movimiento hutí, Yahya Sarea, calificó los bombardeos de «bárbaros y terroristas» y que se trata de «una agresión ilegal e injustificada que viola todas las leyes internacionales» que «demuestra que son ellos los que gestionan la agresión contra Gaza» y que a partir de ahora «todos los intereses» de Estados Unidos y Reino Unido «se han convertido en objetivos legítimos».
Mohammed Abdulsalam, portavoz del grupo, anunció que los hutíes seguirían atacando barcos israelíes o cualquier barco que se dirigiera a «los puertos de la Palestina ocupada», y dijo que Estados Unidos y el Reino Unido se equivocaban al pensar que los ataques «disuadirían a Yemen de seguir apoyando a Palestina y Gaza».
Mohammed al-Bukhaiti, un alto funcionario hutí, afirmó: «Cada individuo en este mundo se enfrenta a dos opciones que no tienen una tercera: o apoyar a las víctimas del genocidio o apoyar a sus perpetradores».
Después de que la compañía naviera china Ocean Shipping Company, la cuarta compañía naviera más grande, y su filial de transporte de contenedores, OOCL, suspendieran todos los servicios a Israel los Hutíes garantizaron que no atacarán barcos comerciales de China o de Rusia durante sus operaciones en el mar Rojo, ya que el objetivo principal de sus ataques es el de «incrementar el coste de la guerra para Israel» y que detenga así «la carnicería que está perpetrando en la Franja de Gaza».
Tras los ataques llevados a cabo por Estados Unidos y el Reino Unido el 12 de enero, se llevaron a cabo protestas multitudinarias en Yemen a las que asistieron cientos de miles de personas en Saná y en otras ciudades controladas por los hutíes, como Hodeida e Ibb, para denunciar las ataques aéreos, con los manifestantes cantando «Muerte a América» y «Muerte a Israel».
El 4 de marzo de 2024, tres meses después de que se iniciaran los ataques contra su país, el líder de los hutíes, Abdulmalik Badradín al Huti, informó que «la agresión norteamericana y británica» había lanzado un total de 424 ataques y bombardeos navales, durante los cuales murieron treinta y siete personas y resultaron heridas otras treinta. También afirmó que las operaciones angloestadounidense en su contra han sido «un fracaso» ya que no han podido detener los ataque de los hutíes contra la navegación. Recalcó que durante el último mes los insurgentes llevaron a cabo 34 operaciones en las que se lanzaron 125 misiles y drones contra un total de 90 buques.

### Estados Unidos
Las reacciones del Congreso de Estados Unidos fueron mixtas: algunos apoyaron los ataques y otros condenaron a Biden por usar la fuerza militar sin la aprobación del Congreso. Algunos críticos dijeron que, de acuerdo con el artículo 1 de la Constitución, Biden necesitaba pedir autorización al Congreso antes de iniciar una acción militar. Según el artículo II de la Constitución de los Estados Unidos, el presidente tiene autoridad limitada para emprender acciones militares defensivas sin la aprobación del Congreso, aunque los partidarios y opositores de los ataques no están de acuerdo en que los ataques puedan considerarse defensivos. Los expertos legales han argumentado que la ambigüedad en la ley existente permite al Congreso imponer límites a la autoridad del presidente para emprender acciones militares sin su aprobación. El líder de la minoría del Senado, Mitch McConnell, acogió con satisfacción la acción, pero dijo que la decisión del presidente estaba atrasada. Biden dijo que ha enviado un mensaje a Irán con los ataques a Yemen.
La Resolución de Poderes de Guerra de Estados Unidos de 1973 estipula que el presidente debe notificar al Congreso dentro de las 48 horas posteriores a la acción militar y prohíbe a las Fuerzas Armadas de Estados Unidos permanecer durante más de 60 días sin la aprobación del Congreso.
El presidente de los Estados Unidos, Joe Biden, afirmó que «la acción defensiva sigue a esta extensa campaña diplomática y a la escalada de ataques de los rebeldes hutíes contra buques comerciales» y añadió que «no dudaría en tomar medidas adicionales para proteger a nuestro pueblo y el libre flujo del comercio internacional según sea necesario». Tras el ataque aéreo del 13 de enero, Biden afirmó que Estados Unidos había enviado un «mensaje privado» a Irán sobre los hutíes.
Los manifestantes de Code Pink y la Coalición ANSWER se reunieron frente a la Casa Blanca varias horas después de los ataques. En la ciudad de Nueva York, manifestantes pro palestinos se reunieron en Times Square.
El 17 de enero, la administración Biden restableció el movimiento hutí en su lista de entidades terroristas globales especialmente designadas, pero no lo volvió a designar como organización terrorista extranjera.
Según una encuesta realizada por Harvard CAPS-Harris Poll los días 17 y 18 de enero de 2024, el 74 % de los encuestados apoyaron los ataques contra los hutíes en Yemen.

### Reino Unido
El primer ministro Rishi Sunak dijo que los ataques se debían al principio de legítima defensa. También confirmó que el Reino Unido recibió asistencia y apoyo «no operativo» de los Países Bajos, Canadá y Baréin.
El Gobierno del Reino Unido señaló que los indicios iniciales sugieren que la capacidad de los hutíes para amenazar el transporte marítimo comercial ha «recibido un golpe». Los Demócratas Liberales y el Partido Verde de Inglaterra y Gales criticaron al gobierno de Sunak por pasar por alto al Parlamento, mientras que el líder del Partido Nacional Escocés en la Cámara de los Comunes, Stephen Flynn, dijo que «incumbía al Gobierno del Reino Unido evaluar al Parlamento como lo antes posible y, por lo tanto, los diputados deben ser llamados a Westminster».
Según una encuesta de YouGov realizada los días 15 y 16 de enero de 2024, el 53 % de los encuestados apoyaban la decisión del gobierno de lanzar los ataques contra los hutíes en Yemen, mientras que el 22 % se oponía.

### Otros países
- Australia: El ministro de Defensa, Richard Marles, dijo a los periodistas que la decisión de lanzar los ataques «no se tomó a la ligera», y dijo que la acción tomada tenía como objetivo de «mantener la libertad de navegación en alta mar».[317]

- Alemania: Según la ministra de Relaciones Exteriores, Annalena Baerbock, el gobierno alemán expresó su apoyo político al ataque militar, describiéndolo como llevado a cabo de acuerdo con el «derecho individual y colectivo a la legítima defensa de la Carta de las Naciones Unidas».[318]

- Bélgica: El ministro de Asuntos Exteriores Hadja Lahbib expresó su apoyo a los ataques y dijo que Bélgica estaba «trabajando con sus socios de la Unión Europea y su aliado de Estados Unidos para restaurar la seguridad marítima en la región y evitar cualquier desbordamiento».[319]

- China: La portavoz del Ministerio de Relaciones Exteriores de China, Mao Ning, instó a la moderación en el conflicto.[320] El embajador ante la ONU Zhang Jun dijo que el Consejo de Seguridad no había autorizado el uso de la fuerza en Yemen, y agregó que los ataques «no sólo causaron destrucción de infraestructura y víctimas civiles, sino que también han resultado en mayores riesgos de seguridad en el mar Rojo».[321][322]

- Dinamarca: El ministro de Asuntos Exteriores, Lars Løkke Rasmussen, declaró el pleno apoyo de Dinamarca a los ataques.[323]

- Egipto: El Ministerio de Asuntos Exteriores ha expresado su «profunda preocupación» por la escalada de operaciones militares en el Mar Rojo y los ataques aéreos en Yemen, y ha llamado también a «unir» los esfuerzos internacionales y regionales para reducir la inestabilidad en la región.[323]

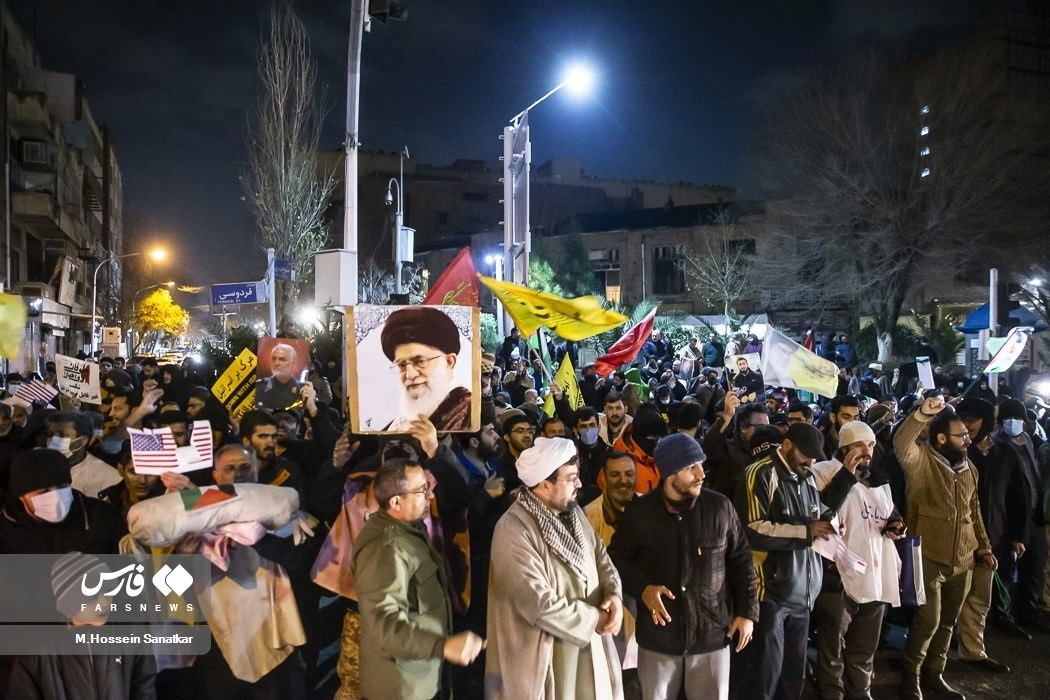
Protestas en Irán contra la campaña de bombardeos de Estados Unidos en Yemen

- Irán: El Ministerio de Relaciones Exteriores de Irán condenó los ataques como una «clara violación de la soberanía y la integridad territorial de Yemen y una violación del derecho internacional».[324]

- Italia:La Presidencia del Consejo de Ministros confirmó que «apoya las operaciones de las naciones aliadas, que tienen derecho a defender sus buques, en interés de los flujos comerciales globales y de la asistencia humanitaria».[325]

- Países Bajos: El primer ministro Mark Rutte expresó su apoyo a los ataques, afirmando que «la acción estadounidense-británica se basa en el derecho de autodefensa, tiene como objetivo proteger el libre paso y se centra en la reducción de la tensión».[323]

- Nueva Zelanda El ministro de Relaciones Exteriores, Winston Peters, y la ministra de Defensa, Judith Collins, expresaron su apoyo a los ataques, Peters afirmó que «los ataques apoyan la seguridad y el comercio internacionales, de los que dependen los neozelandeses». Collins comentó que los ataques fueron «un buen ejemplo de cómo la comunidad internacional se une para abordar una grave amenaza a la seguridad internacional».[326] El 23 de enero de 2024, seis miembros del personal de las Fuerzas de Defensa de Nueva Zelanda fueron desplegados en Medio Oriente para ayudar a brindar seguridad marítima en el mar Rojo, incluidos «objetivos de precisión».[327] Los partidos de oposición Laborista y Verde criticaron el despliegue, citando la falta de un mandato de las Naciones Unidas y afirmando que aumentaría las tensiones en la zona.[328]

- Omán: El ministro de Asuntos Exteriores, Sayyid Badr Al-Busaidi, dijo que el ataque iba en contra del consejo de su país y que sólo añadiría más leña a una situación extremadamente peligrosa. Medios estatales informaron que el gobierno de Omán denunció la acción militar de «países amigos».

- Rusia: El portavoz presidencial, Dmitri Peskov, calificó los ataques de «ilegítimos» según el derecho internacional, pero también pidió a los hutíes que dejaran de atacar buques comerciales, lo que describió como «extremadamente equivocado».[329]

- Siria: El Ministerio de Asuntos Exteriores condenó los ataques aéreos, afirmando que eran un «intento desesperado de desviar la atención de la opinión pública mundial de los crímenes de guerra cometidos por Israel contra el pueblo palestino».[330]

- Turquía: El presidente Recep Tayyip Erdogan acusó al Reino Unido de intentar convertir la región que rodea el Mar Rojo en un «mar de sangre».[331]

### Grupos armados
- Hamás: Sami Abu Zuhri, alto funcionario de Hamás, dijo en un comunicado de prensa que «la agresión de Estados Unidos y el Reino Unido contra los emplazamientos de las fuerzas yemeníes provoca a toda la nación e indica la intención de expandir la zona de conflicto más allá de las fronteras de Gaza, lo que tiene repercusiones».[332]

- Hezbolá: La Oficina de Relaciones con los Medios del grupo condenó «la flagrante agresión de Estados Unidos y el Reino Unido contra el hermano Yemen, su seguridad y soberanía».[333]

- Yihad Islámica Palestina: En un comunicado de prensa, el grupo expresó su apoyo a los hutíes y argumentó que «esta agresión se produce como parte de la ayuda militar de Estados Unidos y el Reino Unido a Israel y demuestra que la administración estadounidense es la responsable de la guerra genocida israelí contra el pueblo palestino en Gaza».[332]

- Frente Popular para la Liberación de Palestina: En una declaración, el grupo condenó los ataques contra Yemen y afirmó que «los objetivos maliciosos de la coalición malvada no son proteger la navegación marítima en el Mar Rojo, sino más bien proteger la seguridad de la entidad sionista».[334]

- Fuerzas de Movilización Popular: Antes de los ataques, la Resistencia Islámica en Irak dijo que si Yemen es atacado por Estados Unidos y el Reino Unido, «atacaremos las bases estadounidense con todo lo que esté a nuestro alcance».[335] Poco después de los ataques aéreos iniciales, hubo informes de que se escuchó una bomba y sirenas en la embajada de Estados Unidos en Irak.[336]

### Organizaciones intergubernamentales
- Organización del Tratado del Atlántico Norte: Un portavoz de la organización dijo que «estos ataques fueron defensivos y estaban diseñados para preservar la libertad de navegación en una de las vías fluviales más importantes del mundo».[323]
- Organización de las Naciones Unidas: una portavoz del Secretario General Antonio Guterres dijo que pidió a todas las partes «no agravar la situación en aras de la paz y la estabilidad en el mar Rojo y la región en general».[323]

## Consecuencias
El Consejo Marítimo Internacional y del Báltico (BIMCO), que cubre el 62 % del tonelaje del transporte marítimo mundial, recomendó que sus miembros detuvieran el tránsito por el mar Rojo, al menos durante las 72 horas posteriores a los ataques, como resultado de los mismos. La Asociación Internacional de Propietarios Independientes de Petroleros (Intertanko) recomendó a sus miembros detener el tránsito por el mar Rojo hasta por 24 horas.
QatarEnergy, el segundo mayor exportador mundial de gas natural licuado (GNL), suspendió el envío de buques cisterna a través del Mar Rojo. Los buques cisterna de GNL se vieron obligados a navegar alrededor de África a través del Cabo de Buena Esperanza para evitar la zona de guerra.
Una declaración conjunta de veintiséis organizaciones humanitarias que operan en Yemen expresó su preocupación de que la escalada militar «sólo empeorará la situación de los civiles vulnerables y obstaculizará la capacidad de las organizaciones de ayuda para prestar servicios críticos». La declaración, que Save the Children firmó junto con el Consejo Noruego para Refugiados, Saferworld y Relief International, entre otros, instó a todas las partes a «dar prioridad a los canales diplomáticos sobre las opciones militares para reducir la crisis y salvaguardar el progreso de los esfuerzos de paz en Yemen». Las agencias también solicitaron en la declaración que los líderes occidentales, muestren moderación. «Los líderes políticos deben considerar las terribles implicaciones humanitarias de una escalada militar y abstenerse de acciones que podrían resultar en un nuevo conflicto armado a gran escala en Yemen».